# الحصن الأحمر

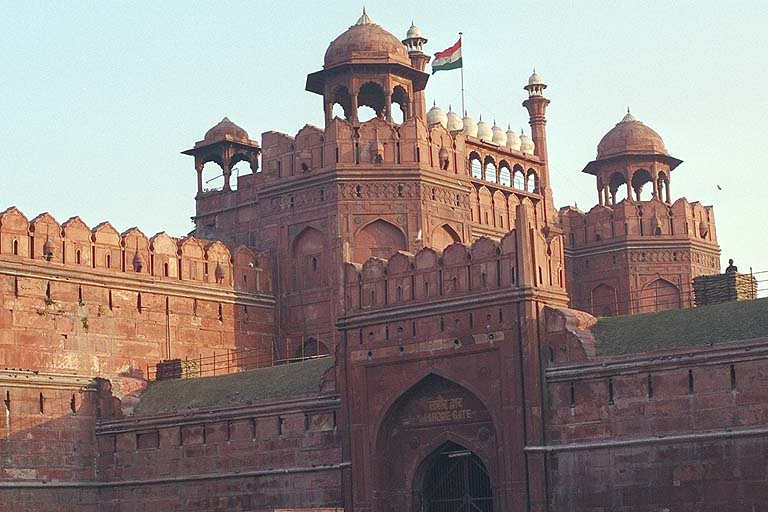
لال قلعة

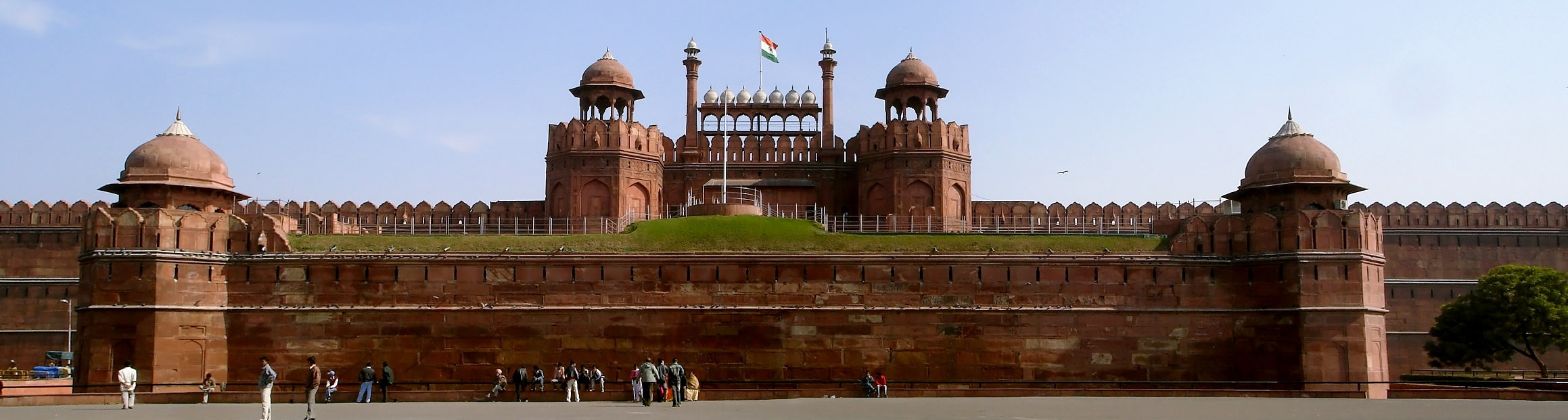
واجهة لال قلعة

الحصن الأحمر أو لال قلعة (بالإنجليزية: Red Fort، بالأردية: لال قلعہ، بالهندية: लाल किला، بالفارسية: قلعة سرخ) وتُعرف بأسماء قلعة سرخ أو حصن دلهي، بنيت في القرن السابع عشر حيث بدأ بتشييدها الإمبراطور المغولي شاه جهان عام 1638 واستكمل العمل فيها عام 1648. وهي حصن معقد شيده الإمبراطور المغولي شاه جهان في مدينة دلهي القديمة المسورة (في الوقت الحاضر دلهي، الهند). وكانت بمثابة عاصمة المغول حتى نهاية عهد الإمبراطور المغولي محمد بهادر شاه عام 1857 حيث تم نفيه من قبل حكومة الهند البريطانية. استخدمته القوات البريطانية كمعسكر للجيش حتى استقلال الهند عام 1947. وهي الآن موقع سياحي شهير ورمز قوي للسيادة الهندية.
القلعة الحمراء هي قلعة تاريخية في دلهي القديمة، دلهي في الهند والتي كانت بمثابة المقر الرئيسي للأباطرة المغول. أمر الإمبراطور شاه جهان ببناء القلعة الحمراء في 12 مايو 1638، عندما قرر نقل عاصمته من أجرا إلى دلهي. في الأصل باللونين الأحمر والأبيض، يعود الفضل في تصميمه إلى المهندس المعماري الأستاذ أحمد لاهوري، الذي قام أيضًا ببناء تاج محل. يمثل الحصن ذروة العمارة المغولية في عهد شاه جهان، ويجمع بين العمارة الفارسية للقصر والتقاليد الهندية.
نهب الحصن من أعماله الفنية ومجوهراته أثناء غزو نادر شاه لإمبراطورية المغول عام 1739. قام البريطانيون بعد ذلك بهدم معظم الهياكل الرخامية للقلعة في أعقاب التمرد الهندي عام 1857 . كانت الجدران الدفاعية للقلعة غير متضررة إلى حد كبير، واستخدمت القلعة لاحقًا كحامية.
يوم 15 أغسطس 1947، أول رئيس وزراء للهند، جواهر لال نهرو، رفع العلم الهندي فوق بوابة لاهوري. في كل عام في يوم استقلال الهند (15 أغسطس)، يرفع رئيس الوزراء العلم الهندي ذي الألوان الثلاثة عند البوابة الرئيسية للحصن ويلقي خطابًا يتم بثه على المستوى الوطني من أسواره.

## علم أصول الكلمات
اسم القلعة الحمراء هو ترجمة لكلمة لال قلعة (باللغة الهندستانية: Lāl Qila ((بالهندية: लाल क़िला)‏، (بالأردوية: لال قلعہ)‏)،  وتم اشتقاق الاسم من جدرانه المبنية بالحجر الرملي الأحمر. حيث مقطع لال مشتق من اللغة الهندوستانية التي تعني «الأحمر»، وقلعة مشتقة من الكلمة العربية التي تعني «القلعة». وبما أن مقر إقامة العائلة الامبراطورية، وكان الحصن في الأصل المعروف باسم «حصن مبارك» (بالأوزبكية: Qila-i-Mubārak). تُعرف قلعة أغرا أيضًا باسم لال قلعة (باللغة الهندستانية: Lāl Qila).

## التاریخ

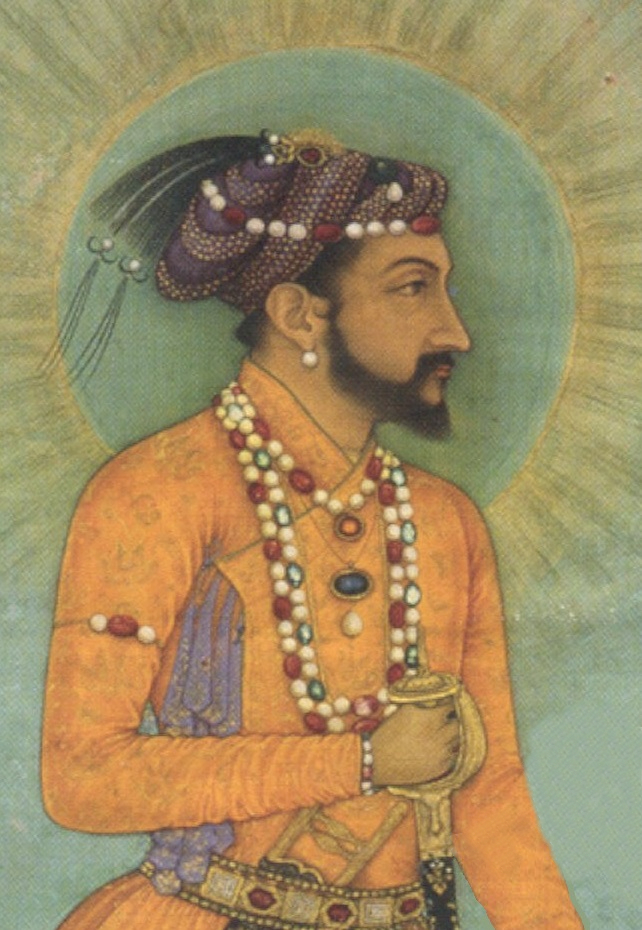
الإمبراطور المغولي شاه جهان، ج. 1630

### نبذة
تمَّ بناء ھذا القصر، الذي أنشأہ شهاب الدين شاهجهان في سنة 1648 وھذا القصر ھو أجمل القصور الإسلامیة التي أقیمت في بلاد الھند وفارس، وما في رِداھه من الفسیفساء یجعلُھا قطعًا من الحلي۔ ولم ینل ھذا القصرُ الشھیر (الذي ھو من أعجب ما شادہ البشر، والذي ضنَّ به البرابرۃ الذین دَوَّخوا دلهي غیر مرۃ ونھبوھا فلم یُخَرِّبوہ) من الإنکلیز ما یستحق من العنایة، فقد ھدموا جمیع أجزائه التي رأوا أنھم لا ینتفعون بھا، وأقاموا في مکانھا ومن أنقاضھا ثُکَنًا، ولم یحترموا سوی الرِّداہ التي رأوا فیھا بعض النفع لھم، وذلک مع علمنا أن الإنکلیز، الذین حَسَبُوا مقدَّمًا نفقه تنظیف تلک الرِّداہ من فسیفسائھا وزخافھا الجمیلة عند تحویلھا إلی إسطبلات ومراقد للجنود، لم یَرَوا للخلاص من تلک النفقة ما ھو أسھل من تکلیسھا، فسَخِط العالَم علی ھذا العمل الھمجي الذي تحمَرُّ منه وجوہ وحوش البرابرۃ خجلاً، فاضطُرَّ الإنکلیز إلی کَشط ما جَنَت أیدیھم من عمل حقیر، وما أبقاہ الإنکلیز من ذلک القصر یکفي، مع ذلک، لبیان ما کانت علیه حاله قبل أن تُصِیبَه یدُھم الھَدَّامة، ویمکن القاریٔ أن یتمثله بسھولةٍ عند نظرہ إلی الصورۃ التي نشرناھا في ھذا الکتاب عن إحدی رِداھه۔
قال مسیو روسله: إن أُبَّھة داخل ذلک القصر مما لم تسمعه أذن، فقد زُیِّنَت أساطینه وحنایاہ وأُطُرُقُبَّته بالنقوش العربیة العجیبة التي رُسِمت بالحجارۃ الکریمة المرصعۃ في الرُّخام، وتَھَب الشمس وقتما تُلقي أشعتھا علی فُسیفساء ذلک القصر من خلال حنایاہ، الحیاۃَ لطاقاتِ زھورہ المصنوعة من الَّلازَوَرد والعقیق والیَصْب، وما لا یُحصَی من أنواع الحجارۃ الثمینة۔
وزار ھذا القصر الشھیر في إبان عظمته فرنسیان، أحدھما: طبیبٌ اسمه بیرنیه، والآخر: صائغ اسمه تاقرنیه، ووصفا دقائقَ کنوزہ في سنة 1670 وسنة 1677، وأُذِنَ للصائغ تاقرنیه في فحص حجارته الکریمة ورسمھا، وتجد في کتابه تقدیرًا ورسومًا لأھمھا، ومما جاء فیه أن في القصر سبعة تیجانٍ مُرصعۃ بالألماس، وأن ثمن أھمِّ ھذہ التیجان السبعة یُقَدَّر به 160500000 فرنک۔ ولیس من الصعب أن نستعین بما ذکرناہ آنفًا، وبما جائ في کتب المتقدمین من الوصف، فنتصور الحال التي کان علیھا بلاط ملوک الھند المعاصرین لملک فرنسة لویسَ الثالثَ عشرَ تقریباً، فالسائحُ الذي یقترب من دلھي یُشاھد في الأفق غابة من القباب والمناور التي تناطح السماء، ثم یمتِّع ‒ بعد أن یدخل دلھي ‒ نظرہ بمئات القصور والمباني الساحرۃ المکسوۃ بالمیناء الملون الذي لا یَقدِر علی الإعراب عن جماله غیرُ التصویر، ویجب علیه، إذا ما رَغِب في اجتلاء طلعة سید تلک العجائب، أن یسأل عن الساعة التي یذھب فیھا إلی المسجد، وھو یشاھد في أثناء انتظارہ صابرًا أُزُوفَ تلک الساعة، الرِّیاض الغُنَّ ذات الجواسق المُخَرَّمة المغطاۃ بالفسیفساء والمنعکِس رُخامھا في میاہ الفساقي والحِیاضِ العمیقة والبارزۃ من بین أزھار الجُلول (1) والیاسمین وشجر البرتقال واللیمون والأشجار العَطِرۃ الطیبةِ الرائحة التي لا تَعرِف بلادنا مثلھا۔

### تاريخ
أمر الإمبراطور شاه جهان ببناء القلعة الحمراء في 12 مايو 1638، عندما قرر نقل عاصمته من أجرا إلى دلهي. ألوان شاه جهان المفضلة باللونين الأحمر والأبيض،  يعود الفضل في تصميمه إلى المهندس المعماري الأستاذ أحمد لاهوري، الذي قام أيضًا ببناء تاج محل. يقع الحصن على طول نهر جمنة، الذي يغذي الخنادق المحيطة بمعظم الأسوار. بدأ البناء في شهر المحرم الإسلامي المقدس في 13 مايو 1638. :01بإشراف شاه جيهان، تم الانتهاء منه في 6 أبريل 1648. على عكس الحصون المغولية الأخرى، فإن الجدران الحدودية للقلعة الحمراء غير متكافئة لاحتواء حصن ساليمجاره الأقدم. :04كان قصر الحصن نقطة محورية في مدينة شاه جهان أباد، وهي دلهي القديمة حاليًا. قام خليفة شاه جهان، أورنجزيب، بإضافة مسجد موتي (مسجد اللؤلؤ) إلى الأحياء الخاصة للإمبراطور، حيث قام ببناء باربيكان أمام البوابتين الرئيسيتين لجعل مدخل القصر أكثر التفافًا. :08
انخفض الهيكل الإداري والمالي لسلالة المغول بعد أورنجزيب، والسادس عشر شهد القرن انحطاط القصر. في عام 1712 أصبح جاندار شاه الإمبراطور المغولي. في غضون عام من بداية حكمه، قُتل شاه وحل محله فاروخسيار. في عام 1739، هزم الإمبراطور الفارسي نادر شاه بسهولة جيش المغول القوي المكون من حوالي 200000 جندي،  ونهب القلعة الحمراء، بما في ذلك عرش الطاووس. عاد نادر شاه إلى بلاد فارس بعد ثلاثة أشهر، تاركًا مدينة مدمرة وإمبراطورية مغولية ضعيفة لمحمد شاه. :09الضعف الداخلي لإمبراطورية المغول جعل المغول حكامًا فخريًا لدلهي فقط، وأبرمت معاهدة 1752 مراثاس حماة العرش في دلهي. انتصار المراثا 1758 في سيرهيند بمساعدة السيخ والهزيمة المتتالية في بانيبات  وضعهم في صراع آخر مع أحمد شاه دوراني.
في عام 1760، قام المراثا بإزالة وصهر السقف الفضي لديوان إي خاص لجمع الأموال للدفاع عن دلهي من جيوش أحمد شاه دوراني. في عام 1761، بعد أن خسر المراثا معركة بانيبات الثالثة، داهم أحمد شاه دوراني دلهي. بعد عشر سنوات، استعاد المراثا دلهي من روهيلا الأفغان تحت قيادة فيساجي بينيويل ورامشاندرا كانادي وماهاجي سينديا وتوكوجي هولكار ووضعوا الدمى إمبراطور موغال شاه علام الثاني على العرش. :10
في 1764، وجات حاكم بهاراتبور، المهراجا جواهر سينغ (ابن المهراجا سوراج مال) هاجم دلهي واستولت على القلعة الحمراء في دلهي في 5 فبراير 1765. بعد يومين، بعد أخذ الجزية من المغول، أزالوا جيوشهم من الحصن وأخذ الجات عرش المغول، المسمى كبرياء المغول، وأبواب الحصن الأحمر كنصب تذكاري، وهذا العرش هو اليوم نعزز جمال قصور ديج. تقع الأبواب في قلعة لوهاجاره ببهاراتبور.
في عام 1783، غزا السيخ ميسل كارور سينغيا بقيادة باغيل سينغ دلهي والقلعة الحمراء. تحالف باغيل سينغ وجاسا سينغ أهلواليا وجاسا سينغ رامغاريا مع قوة 40.000 ونهبوا المنطقة من عوض إلى جودبور. بعد مفاوضات، وافق باغيل سينغ وقواته على مغادرة دلهي وإعادة الإمبراطور المغولي شاه علم الثاني. تضمنت حالة انسحابهم بناء سبعة من السيخ جوردواراس في دلهي، بما في ذلك غورودوارا سيس غانج في تشاندني تشوك.
في عام 1788، احتلت حامية المراثا الحصن الأحمر ودلهي إلى جانب توفير الحماية للإمبراطور المغولي. وقع مهاجي سينديا معاهدة مع السيخ حيث تم تحذيرهم من دخول دلهي أو طلب تحية الراخي. أصبح الحصن تحت سيطرة شركة الهند الشرقية في أعقاب الحرب الأنجلو-مراثا الثانية عام 1803.
خلال الحرب الأنجلو-ماراثا الثانية، هزمت قوات شركة الهند الشرقية قوات المراثا التابعة لدولات راو سينديا في معركة دلهي. أدى هذا إلى إنهاء سيطرة المراثا على المدينة وسيطرتهم على القلعة الحمراء. بعد المعركة، تولت شركة الهند الشرقية البريطانية إدارة أراضي موغال وعينت مقيمًا في القلعة الحمراء. :11آخر إمبراطور مغولي احتل الحصن، بهادور شاه الثاني، أصبح رمزا لتمرد 1857 ضد شركة الهند الشرقية البريطانية التي شارك فيها سكان شاه جهان أباد. :15

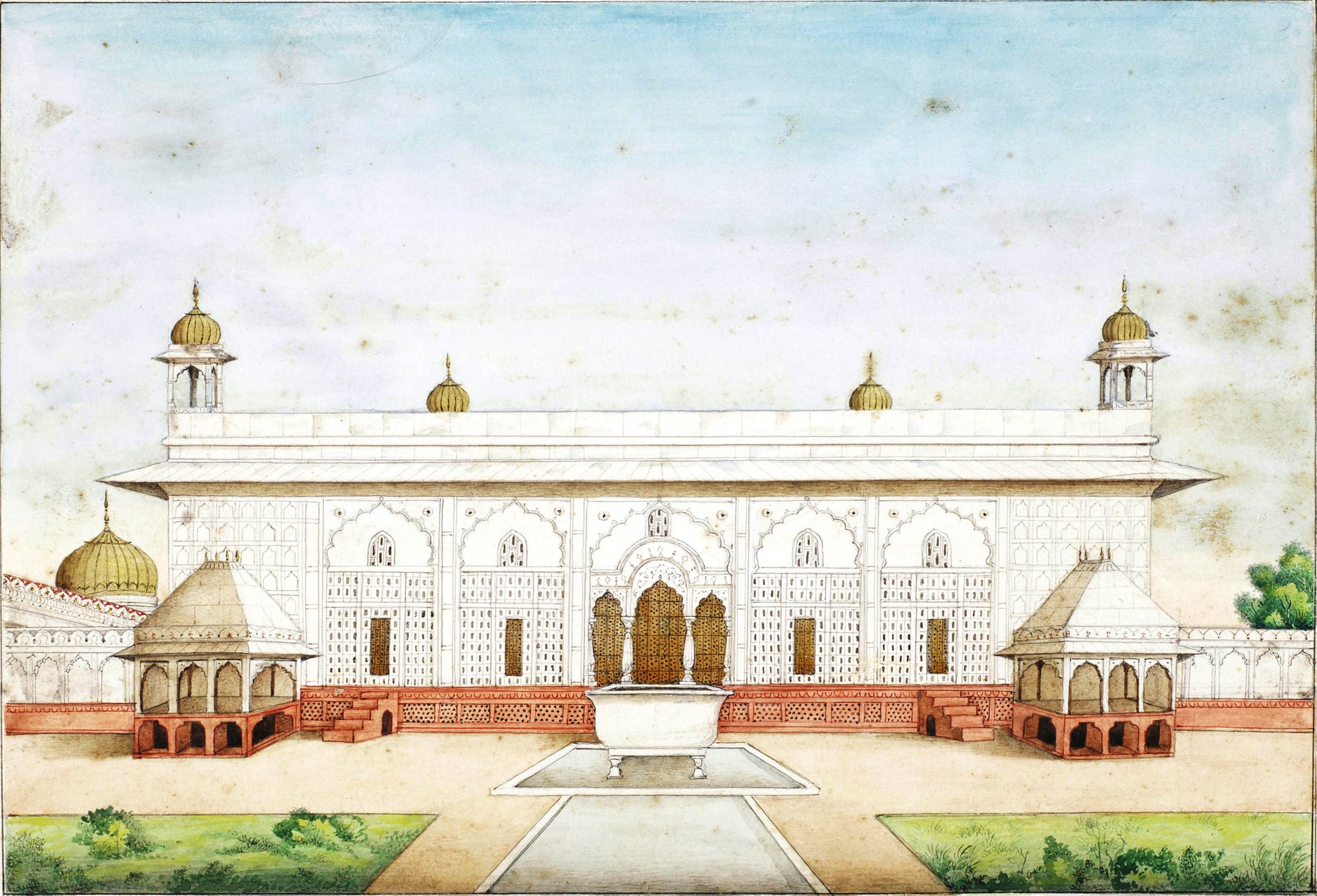
رانج محل داخل القلعة الحمراء في منتصف القرن التاسع عشر.

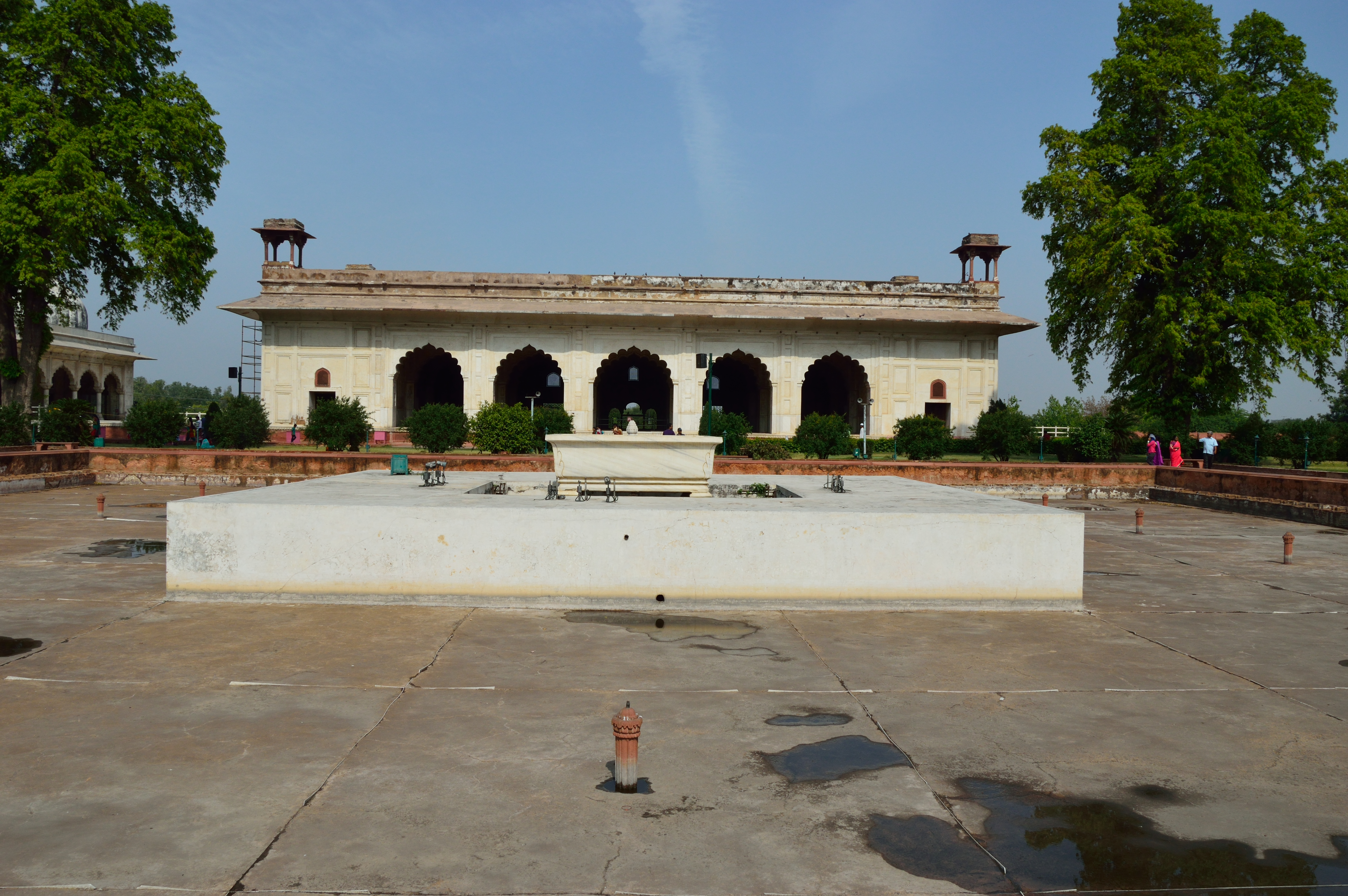
رانج محل داخل القلعة الحمراء اليوم.

على الرغم من موقعها كمقر للسلطة المغولية وقدراتها الدفاعية، لم تكن القلعة الحمراء موقع اشتباك خلال انتفاضة عام 1857 ضد البريطانيين. بعد هزيمة التمرد بهادور شاه غادرت القلعة في 17 سبتمبر واعتقلته القوات البريطانية. بهادور شاه ظفر عاد الثاني إلى القلعة الحمراء كسجين بريطاني، وحوكم في عام 1858 ونفي إلى رانغون في 7 أكتوبر من ذلك العام. بعد انتهاء التمرد، نهب البريطانيون القلعة الحمراء قبل أن يأمروا بهدمها بشكل منهجي. تم هدم 80٪ من مباني الحصن نتيجة لهذا الجهد، بما في ذلك الحاجز الحجري الذي يربط الأجنحة على طول واجهة الحصن المواجهة للنهر، والتي تم هدمها. تمت إزالة جميع الأثاث أو إتلافه؛ هدمت شقق الحريم ومساكن الخدم والحدائق وشيد مكانها ثكنات حجرية. فقط المباني الرخامية على الجانب الشرقي من السياج الإمبراطوري نجت من الدمار الكامل، على الرغم من تضررها من جهود الهدم. في حين أن الجدران والأبراج الدفاعية لم تتضرر نسبيًا، فقد تم هدم أكثر من ثلثي الهياكل الداخلية.[بحاجة لمصدر]
أمر اللورد كرزون، نائب الملك في الهند من عام 1899 إلى عام 1905، بإصلاح الحصن بما في ذلك إعادة بناء الجدران وترميم الحدائق كاملة بنظام الري.

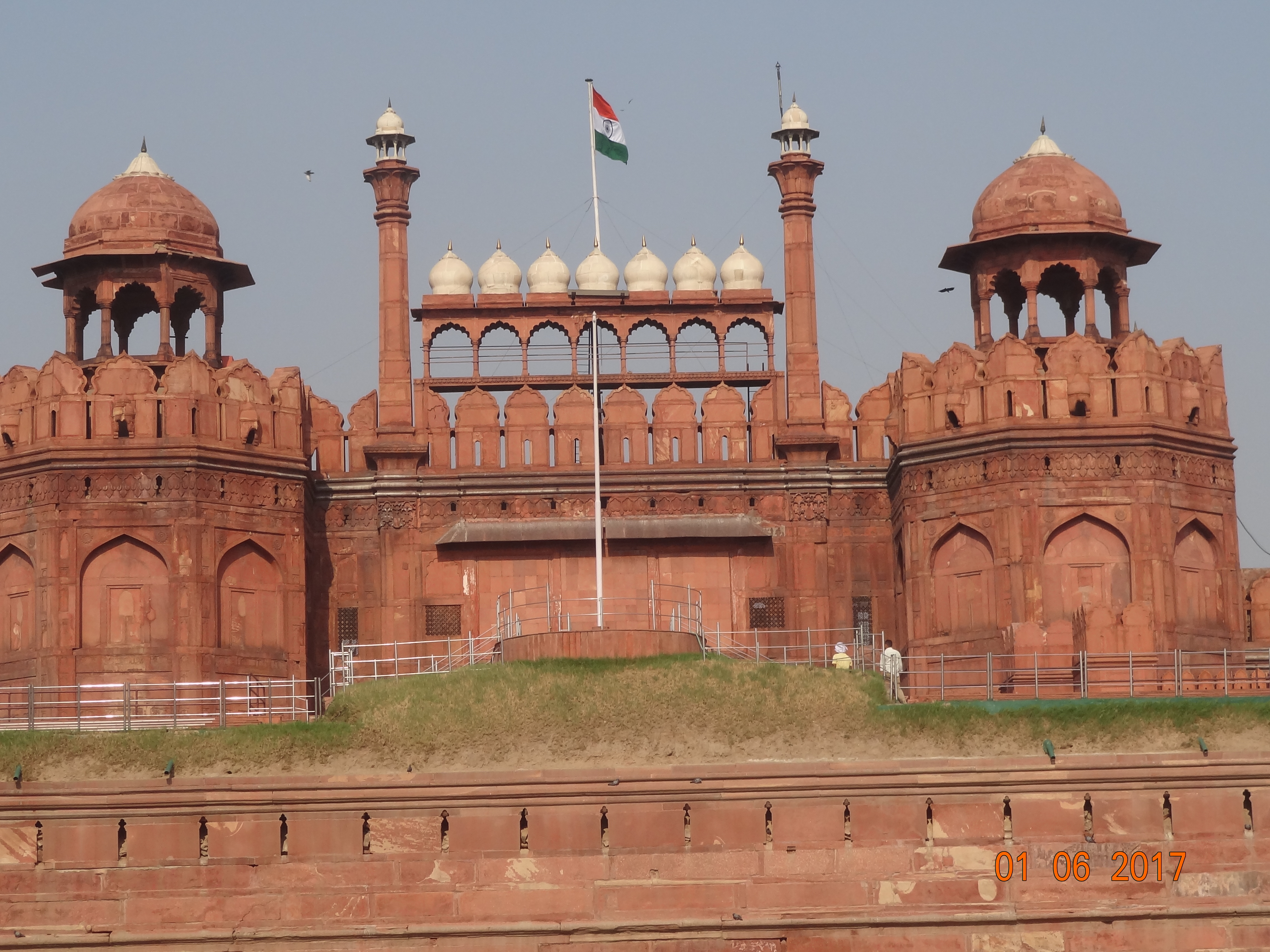
في كل عام في يوم استقلال الهند (15 أغسطس)، يرفع رئيس الوزراء "العلم ثلاثي الألوان" الهندي عند البوابة الرئيسية للحصن ويلقي خطابًا يتم بثه على المستوى الوطني من أسواره.

تم نهب معظم المجوهرات والأعمال الفنية الموجودة في القلعة الحمراء أثناء غزو نادر شاه عام 1747 ومرة أخرى بعد التمرد الهندي عام 1857 ضد البريطانيين. تم بيعها في نهاية المطاف لهواة الجمع الخاصة أو المتحف البريطاني والمكتبة البريطانية ومتحف فيكتوريا وألبرت. على سبيل المثال، كأس نبيذ اليشم لشاه جهان وتاج بهادور شاه الثاني موجودان جميعًا حاليًا في لندن. وقد رفضت الحكومة البريطانية حتى الآن طلبات مختلفة للتعويض. 

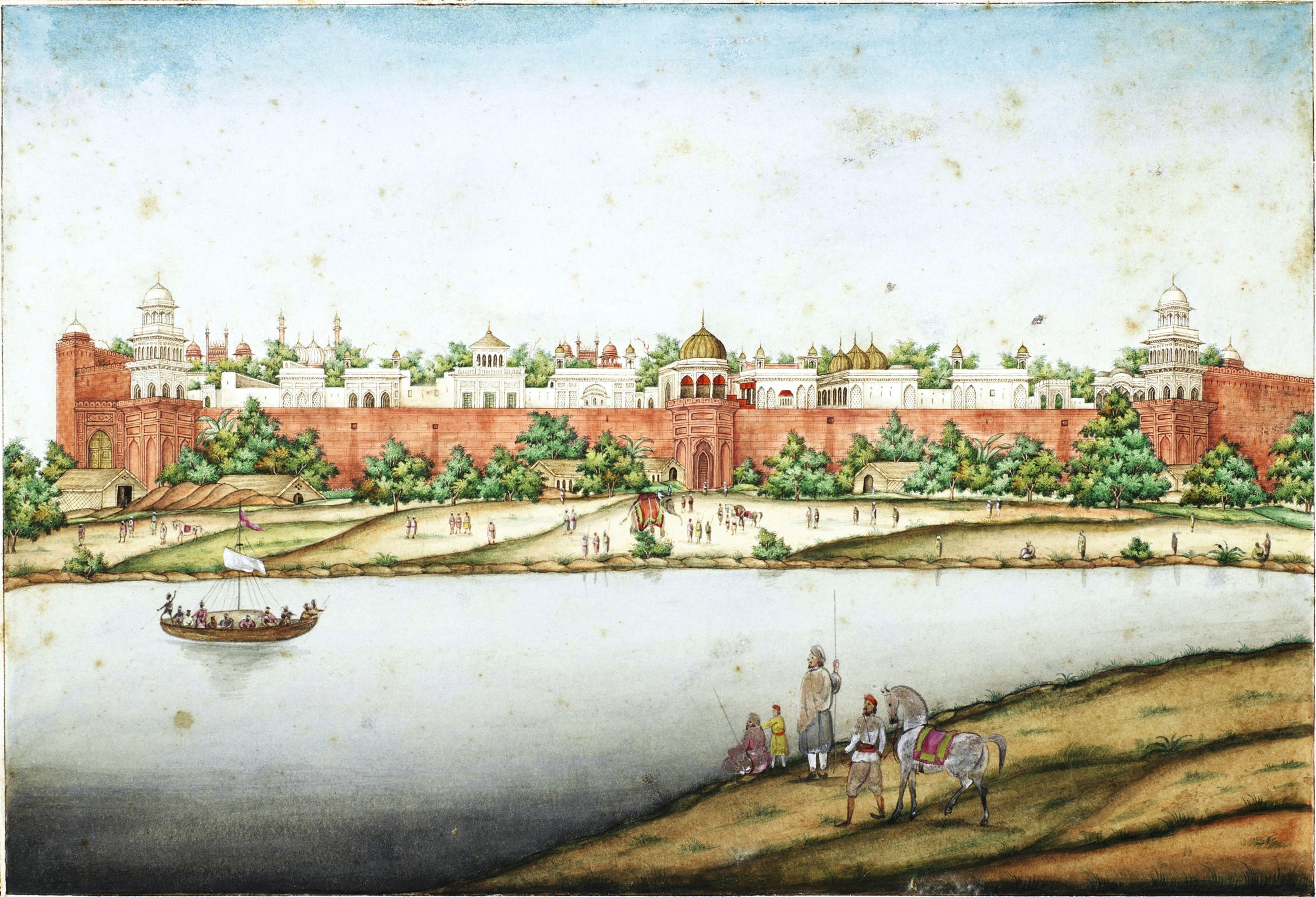
منظر للقلعة الحمراء من النهر (بواسطة غلام علي خان، بين عام 1852-1854

شهد عام 1911 زيارة الملك جورج الخامس والملكة ماري إلى دلهي دوربار. استعدادًا لزيارتهم، تم ترميم بعض المباني. تم نقل متحف القلعة الحمراء الأثري من منزل الطبلة إلى ممتاز محل .
محاكمات التحالف الوطني الهندي، المعروفة أيضًا باسم محاكمات القلعة الحمراء، تشير إلى المحاكم العسكرية لعدد من ضباط الجيش الوطني الهندي. عُقد الأول بين نوفمبر وديسمبر 1945 في القلعة الحمراء.
بعد الاستقلال الهندي، شهد الموقع تغييرات قليلة، واستمر استخدام القلعة الحمراء كمعسكر عسكري. ظل جزء كبير من القلعة تحت سيطرة الجيش الهندي حتى عام 22 ديسمبر 2003، عندما تم تسليمه إلى هيئة المسح الأثري للهند للترميم. في عام 2009، تم الإعلان عن خطة الحفظ والإدارة الشاملة (CCMP)، التي أعدتها هيئة المسح الأثري للهند بموجب توجيهات المحكمة العليا لتنشيط القلعة. 

## الاكتشافات الأثرية
كشفت الحفريات الأثرية في الحصن الأحمر عن العديد من القطع الأثرية لثقافة الفخار الملون المغرة التي يعود تاريخها إلى 2600 قبل الميلاد إلى 1200 قبل الميلاد.

## العصر الحديث
القلعة الحمراء، أكبر نصب تذكاري في دلهي،  هي واحدة من أكثر الوجهات السياحية شهرة  وتجذب آلاف الزوار كل عام. إنه نصب تذكاري ذو أهمية وطنية. في كل عام في يوم استقلال الهند (15 أغسطس)، يرفع رئيس وزراء الهند علم الدولة في القلعة الحمراء ويلقي خطابًا يتم بثه على المستوى الوطني من أسواره. يظهر الحصن أيضًا على الجزء الخلفي من [[فئة 500 روبية هندية|مذكرة ]] 500 لسلسلة المهاتما غاندي الجديدة من الروبية الهندية.
الميزات المعمارية الرئيسية في حالة مختلطة؛ ميزات المياه الواسعة جافة. بعض المباني في حالة جيدة إلى حد ما مع عناصر زخرفية سليمة؛ وفي حالات أخرى، تمت إزالة الزهور المرصعة بالرخام بواسطة السارق. بيت الشاي، على الرغم من أنه ليس في حالته التاريخية، هو مطعم عامل. يتم إغلاق المسجد والحمام أو الحمامات العامة للجمهور، على الرغم من أنه يمكن للزوار النظر من خلال النوافذ الزجاجية أو الأعمال الشبكية الرخامية. الممرات تنهار، والمراحيض العامة متوفرة عند المدخل وداخل الحديقة. يؤدي مدخل بوابة لاهوري إلى مركز تجاري به متاجر مجوهرات ومشغولات يدوية. يوجد أيضًا متحف «لوحات الدم» التي تصور الشهداء الهنود الشباب في القرن العشرين وقصصهم، ومتحف أثري ومتحف نصب تذكاري للحرب الهندية.[بحاجة لمصدر]

### الأحداث الكبرى
كانت القلعة الحمراء موقعًا لهجوم إرهابي في 22 كانون الأول (ديسمبر) 2000، نفذه ستة من عناصر عسكر طيبة. وقتل جنديان ومدني فيما وصفته وسائل الإعلام بأنه محاولة لعرقلة محادثات السلام بين الهند وباكستان.
في أبريل 2018، مجموعة دالميا بهارات اعتمدت القلعة الحمراء للصيانة والتطوير، والعمليات، وفي قيمتها عقد  25 كرور لمدة خمس سنوات، في إطار مخطط الحكومة «تبني التراث». تم توقيع مذكرة التفاهم مع وزارتي السياحة والثقافة، والمسح الأثري للهند (ASI). تسبب تبني الحصن من قبل مجموعة خاصة في انقسام الناس ووجه انتقادات من الجمهور والأحزاب السياسية المعارضة والمؤرخين. كما أدى إلى علامة التجزئة # الهند_البيع على تويتر. في مايو 2018، دعا كونغرس التاريخ الهندي إلى تعليق الصفقة حتى يتم إجراء «مراجعة محايدة» للصفقة «من قبل المجلس الاستشاري المركزي للآثار أو أي هيئة خبراء أخرى معترف بها».

## حماية
لمنع الهجمات الإرهابية، تم تشديد الأمن بشكل خاص حول القلعة الحمراء عشية عيد الاستقلال الهندي. تراقب شرطة دلهي والعناصر شبه العسكرية الأحياء المحيطة بالقلعة، وينتشر قناصة حرس الأمن الوطني في الأبراج الشاهقة بالقرب من الحصن. يُعد المجال الجوي المحيط بالقلعة منطقة حظر طيران خلال الاحتفال لمنع الهجمات الجوية،  وتوجد منازل آمنة في المناطق القريبة التي قد يتراجع عنها رئيس الوزراء والقادة الهنود الآخرون في حالة وقوع هجوم.

## بنيان

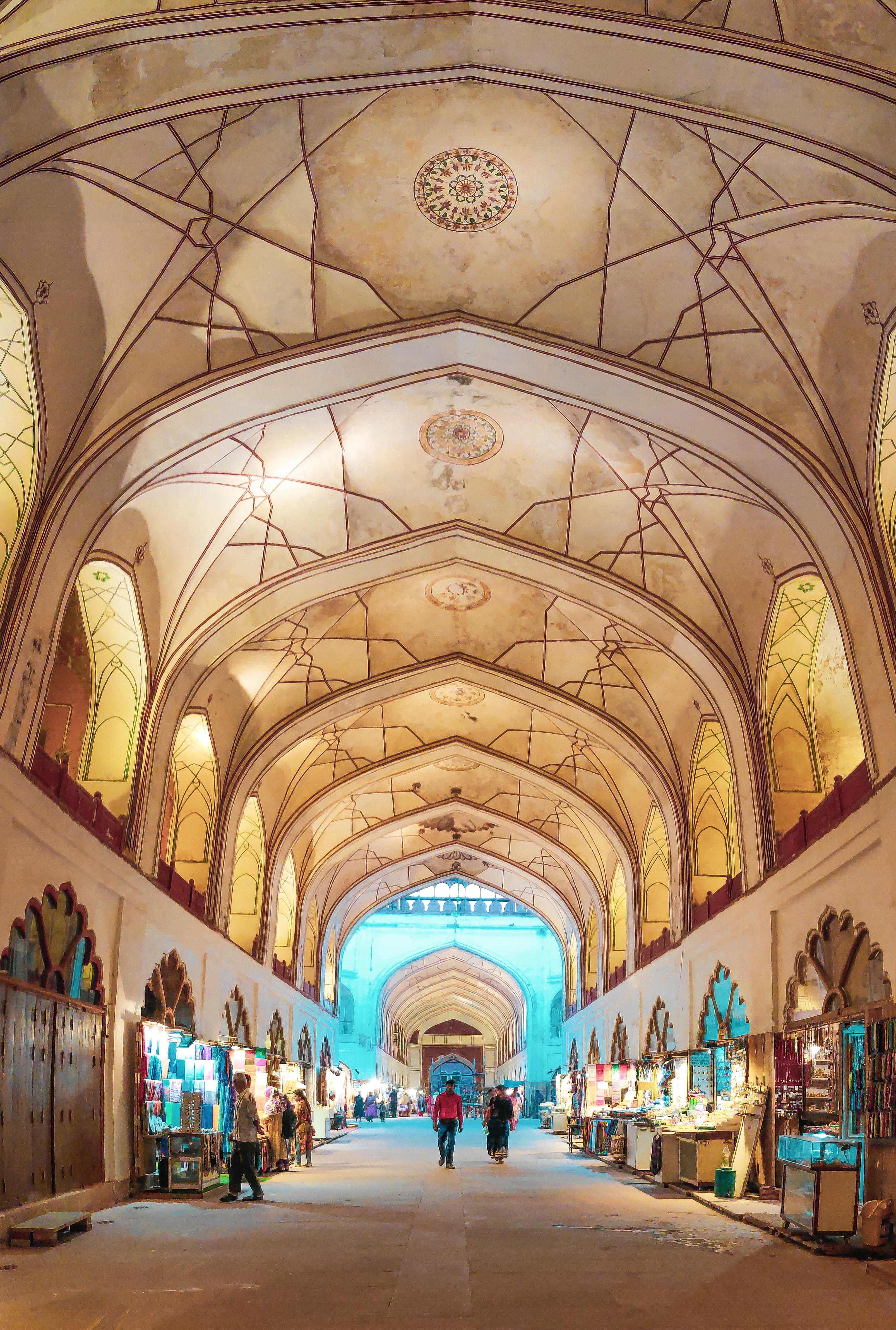
يقع هيكل قبو البرميل الذي يقع خلف بوابة لاهور، كسوق تم بناؤه لتلبية احتياجات النساء المغول الأعلى مرتبة، اللائي كن يسكنن في الحصن

تصف اتفاقية التراث العالمي القلعة الحمراء بأنها تمثل «ذروة الإبداع المغولي». يجمع الحصن بين بنية القصر الإسلامي والتقاليد المحلية، مما أدى إلى التقاء «العمارة الفارسية والتيمورية والهندوسية». كانت القلعة مصدر إلهام للمباني والحدائق اللاحقة عبر شبه القارة الهندية.
تبلغ مساحة القلعة الحمراء 254.67 أكر (103.06 ها) محاط بـ 2.41 كيلومتر (1.50 ميل) من الجدران الدفاعية،  تتخللها الأبراج والحصون التي يتراوح ارتفاعها من 18 متر (59 قدم) على جانب النهر حتى 33 متر (108 قدم) على جانب المدينة. الحصن مثمن الأضلاع، المحور الشمالي الجنوبي أطول من المحور الشرقي الغربي. تجسد الزخارف الرخامية والزهرية والقباب المزدوجة للقلعة العمارة المغولية اللاحقة.
يعرض مستوى عالٍ من الزخرفة، ويقال إن ألماس كوهينور كان جزءًا من المفروشات. يجمع العمل الفني للقلعة بين الفن الفارسي والأوروبي والهندي، مما ينتج عنه أسلوب شاه جاني الفريد الغني بالشكل والتعبير واللون. القلعة الحمراء هي أحد مجمعات المباني في الهند والتي تغطي فترة طويلة من التاريخ وفنونها. حتى قبل الاحتفال بذكرى عام 1913 باعتباره معلمًا ذا أهمية وطنية، بُذلت جهود للحفاظ عليه للأجيال القادمة.
استخدم الجمهور بوابات لاهوري ودلهي، وكانت بوابة خيزراباد للإمبراطور. :04بوابة لاهوري هي المدخل الرئيسي المؤدي إلى منطقة تسوق مقببة تُعرف باسم تشاتا تشوك (بازار مغطى).

## الهياكل الرئيسية
أهم الهياكل الباقية هي الجدران والأسوار والبوابات الرئيسية وقاعات الجمهور والشقق الإمبراطورية على ضفة النهر الشرقية.

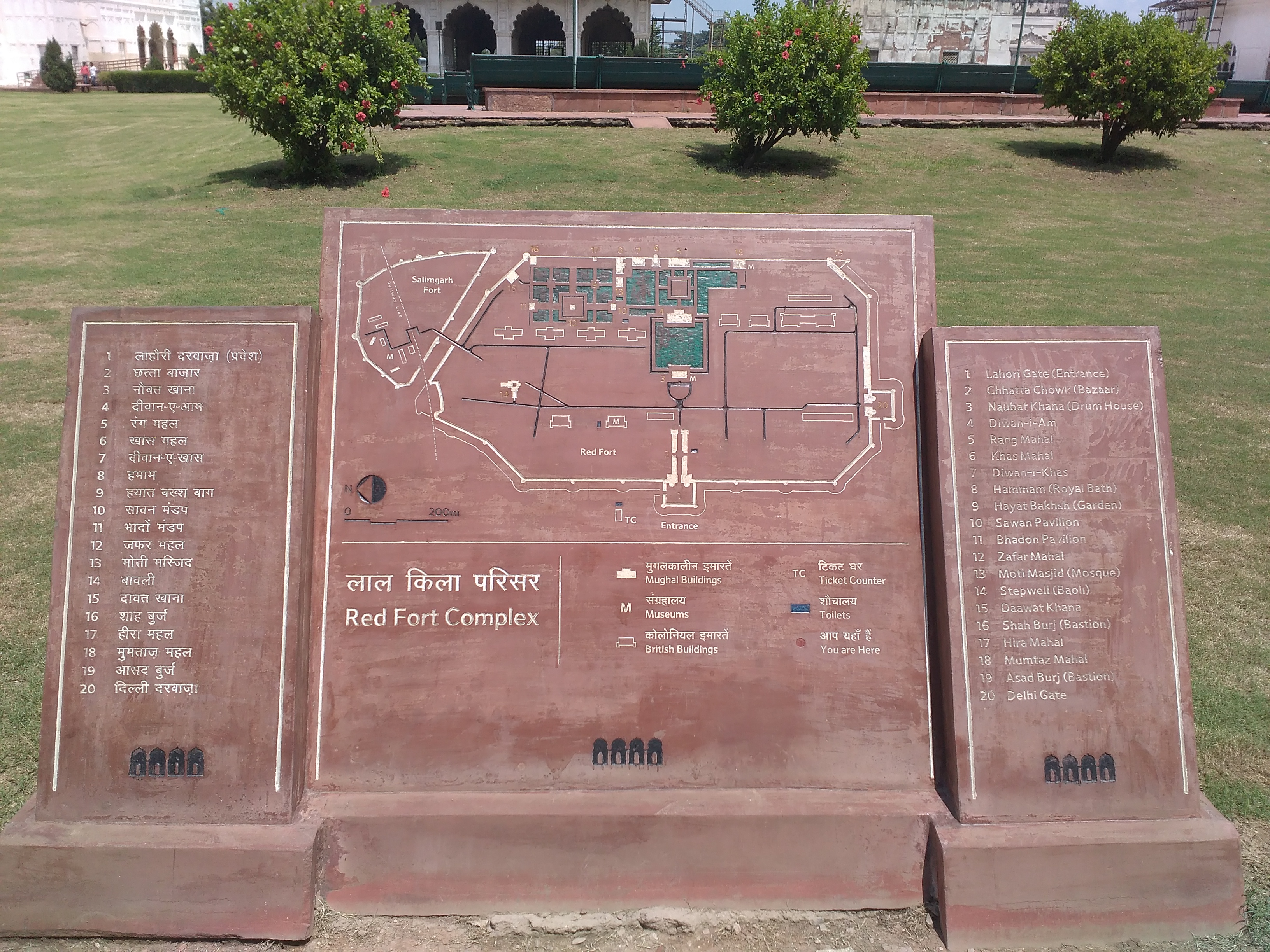
خريطة القلعة الحمراء تظهر الهياكل الرئيسية

### بوابة لاهوري

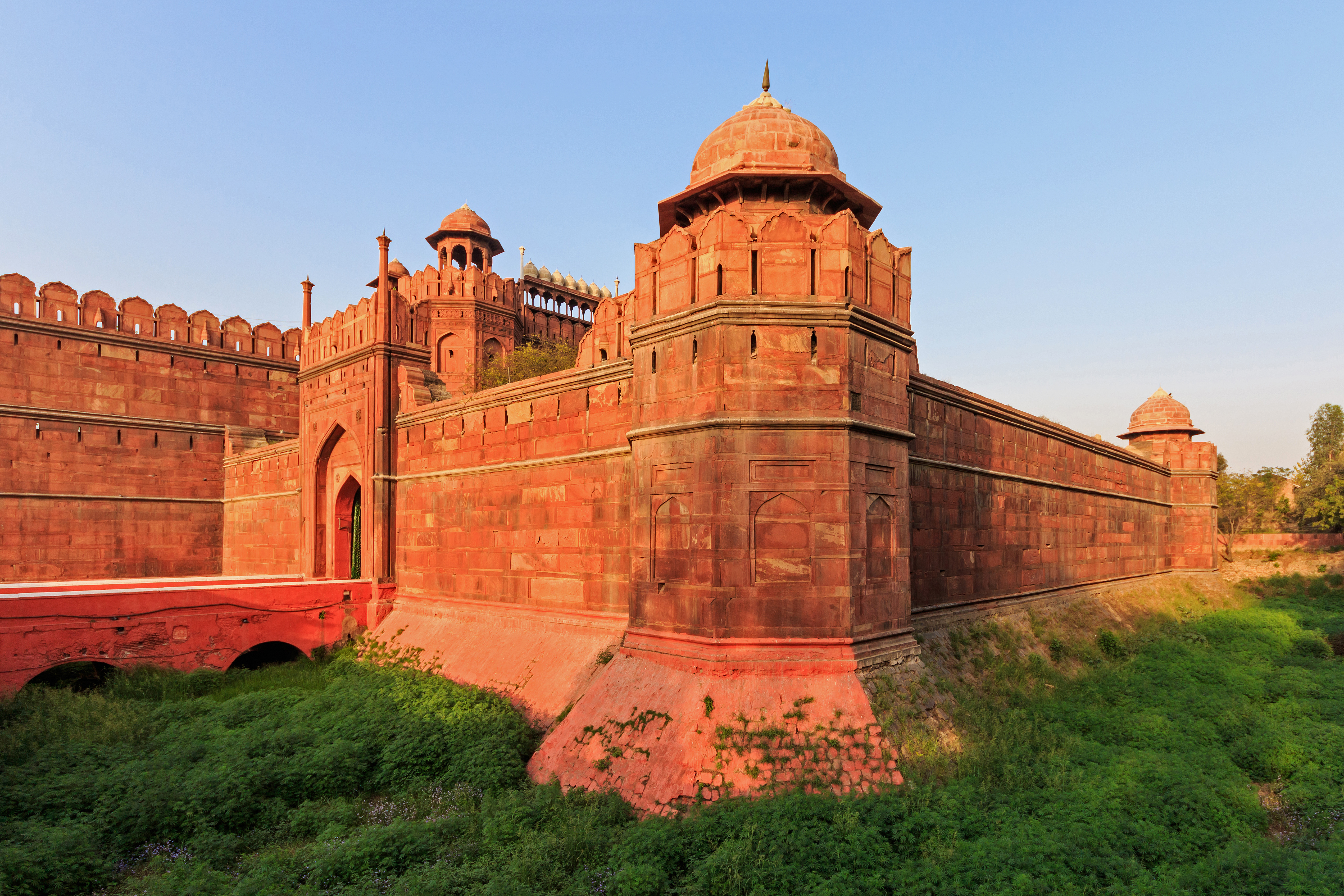
بوابة دلهي، والتي تكاد تكون متطابقة في مظهرها مع بوابة لاهوري

بوابة لاهوري هي البوابة الرئيسية للقلعة الحمراء، والتي سميت بتوجهها نحو مدينة لاهور. خلال فترة حكم أورنجزيب، تم تغيير جمال البوابة بإضافة باربيكان، والذي وصفه شاه جاهان بأنه «حجاب مرسوم على وجه امرأة جميلة». في كل عيد استقلال هندي منذ عام 1947، يرفع العلم الوطني ويلقي رئيس الوزراء خطابًا من أسواره.

### بوابة دلهي
بوابة دلهي هي المدخل العام الجنوبي وتشبه في التصميم والمظهر بوابة لاهوري. فيلين حجريين بالحجم الطبيعي على جانبي البوابة يواجهان بعضهما البعض.

### شاتا تشوك
يقع شاتا تشوك (أو مينا بازار) بجوار بوابة لاهوري، حيث تم بيع الحرير والمجوهرات وغيرها من الأشياء للمنزل الإمبراطوري خلال فترة موغال. كان يُعرف هذا السوق سابقًا باسم بازار المساقاف أو بازار تشاتا (كلاهما يعني «السوق المسقوف»). تؤدي بوابة لاهوري، بوابة مدخل القلعة الحمراء، إلى ساحة خارجية مفتوحة، حيث تعبر الشارع الكبير الشمالي الجنوبي الذي كان يقسم في الأصل المهام العسكرية للقلعة (إلى الغرب) من القصور (إلى الشرق). الطرف الجنوبي للشارع هو بوابة دلهي.

### نوبة خانه

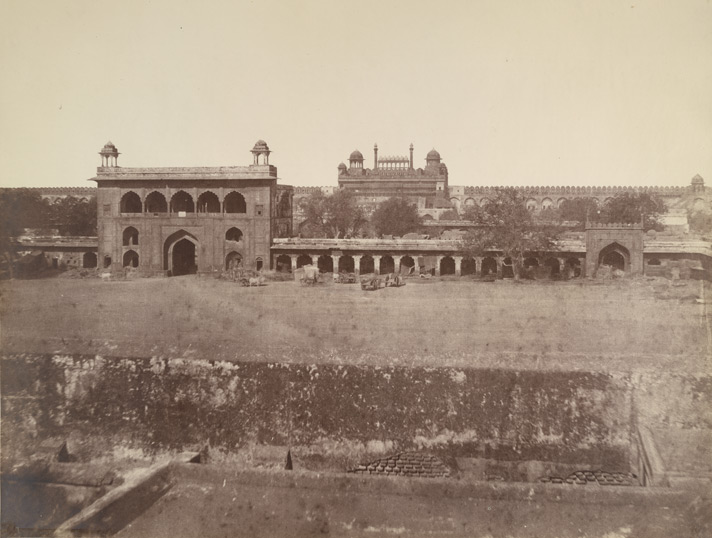
نوبة خانه والفناء قبل هدمه من قبل البريطانيين، في صورة عام 1858

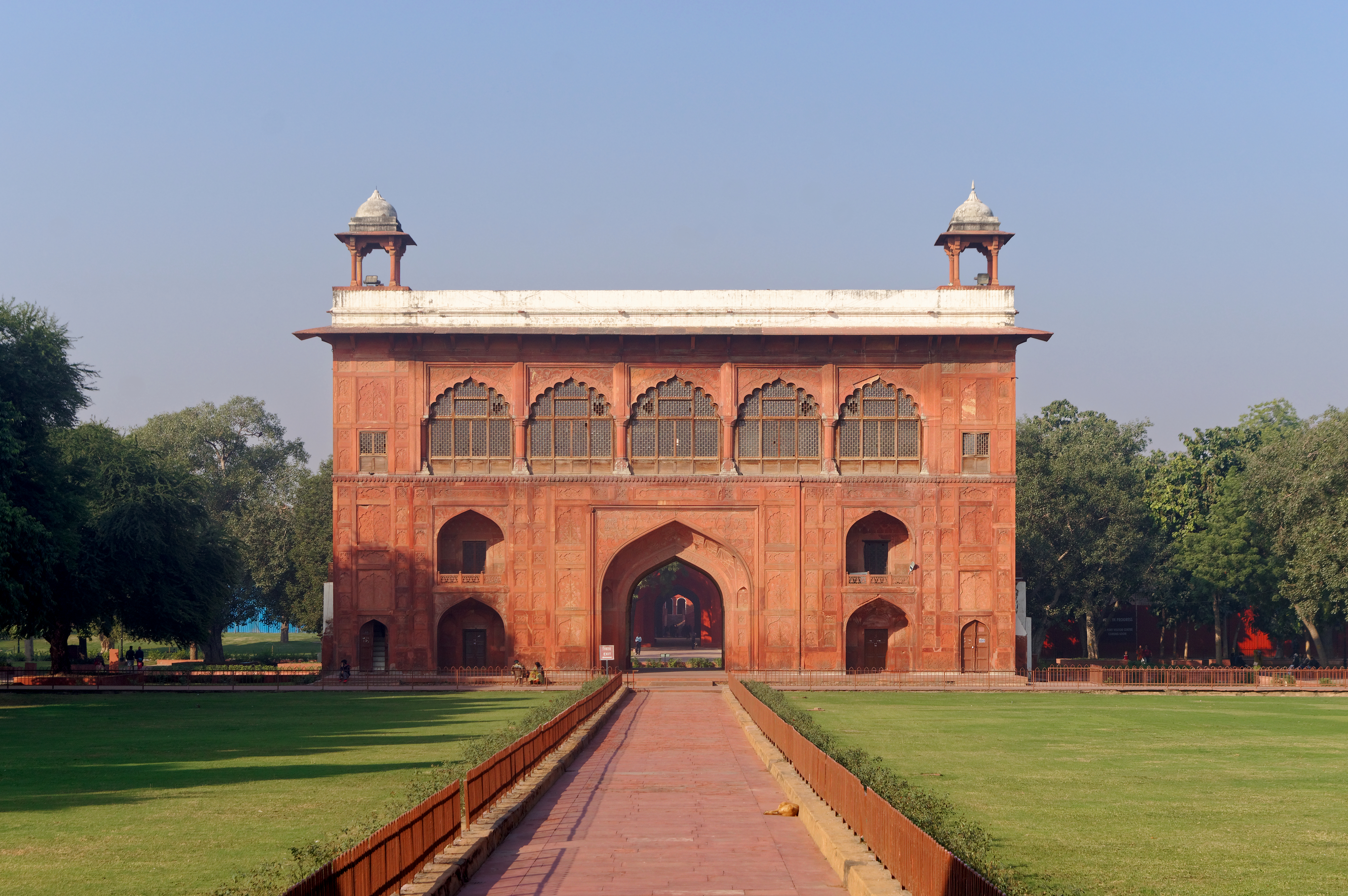
نوبة خانا داخل القلعة الحمراء اليوم

في الجدار الشرقي للبلاط يقف نوبة خانه المعزولة الآن (بالفارسية: «قاعة الانتظار»)، والمعروفة أيضًا باسم نكار خانه (بيت الطبل). تم تشغيل الموسيقى يوميًا، في المواعيد المحددة، وكان يُطلب من الجميع، باستثناء الملوك، التراجع. يُقال إن الملوك المغوليين اللاحقين جهاندار شاه (1712-1713) وفاروخسيار (1713-1919) قُتلا هنا. يقع متحف النصب التذكاري للحرب الهندية في الطابق الثاني. ينتهي الممر المقبب لشاتا تشوك في وسط الفناء الخارجي، والذي يبلغ قياسه 540 by 360 قدم (160 م × 110 م). تم هدم الأروقة الجانبية والخزان المركزي بعد تمرد عام 1857.

### ديوان عام

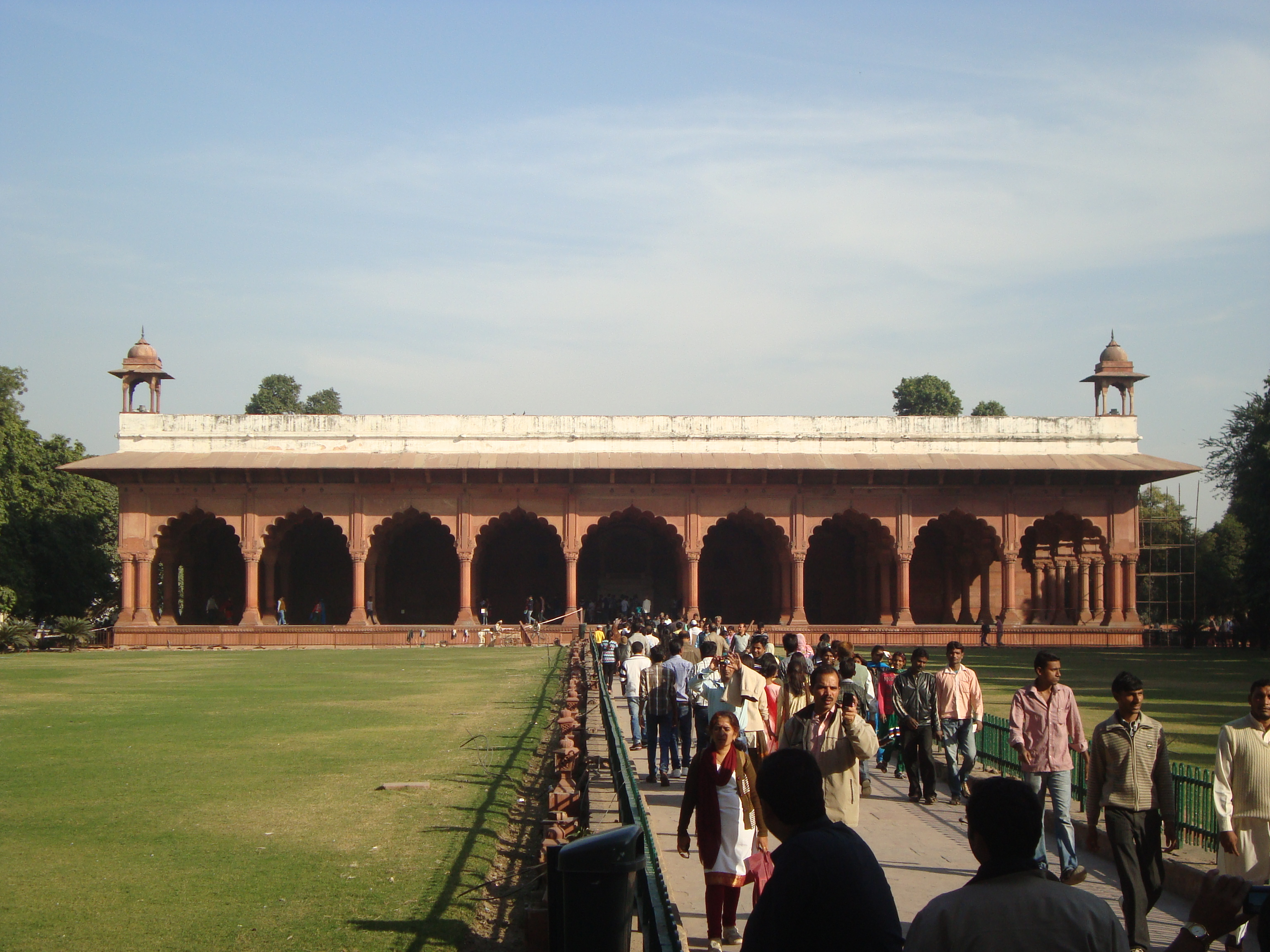
قاعة جمهور ديوان العام اليوم

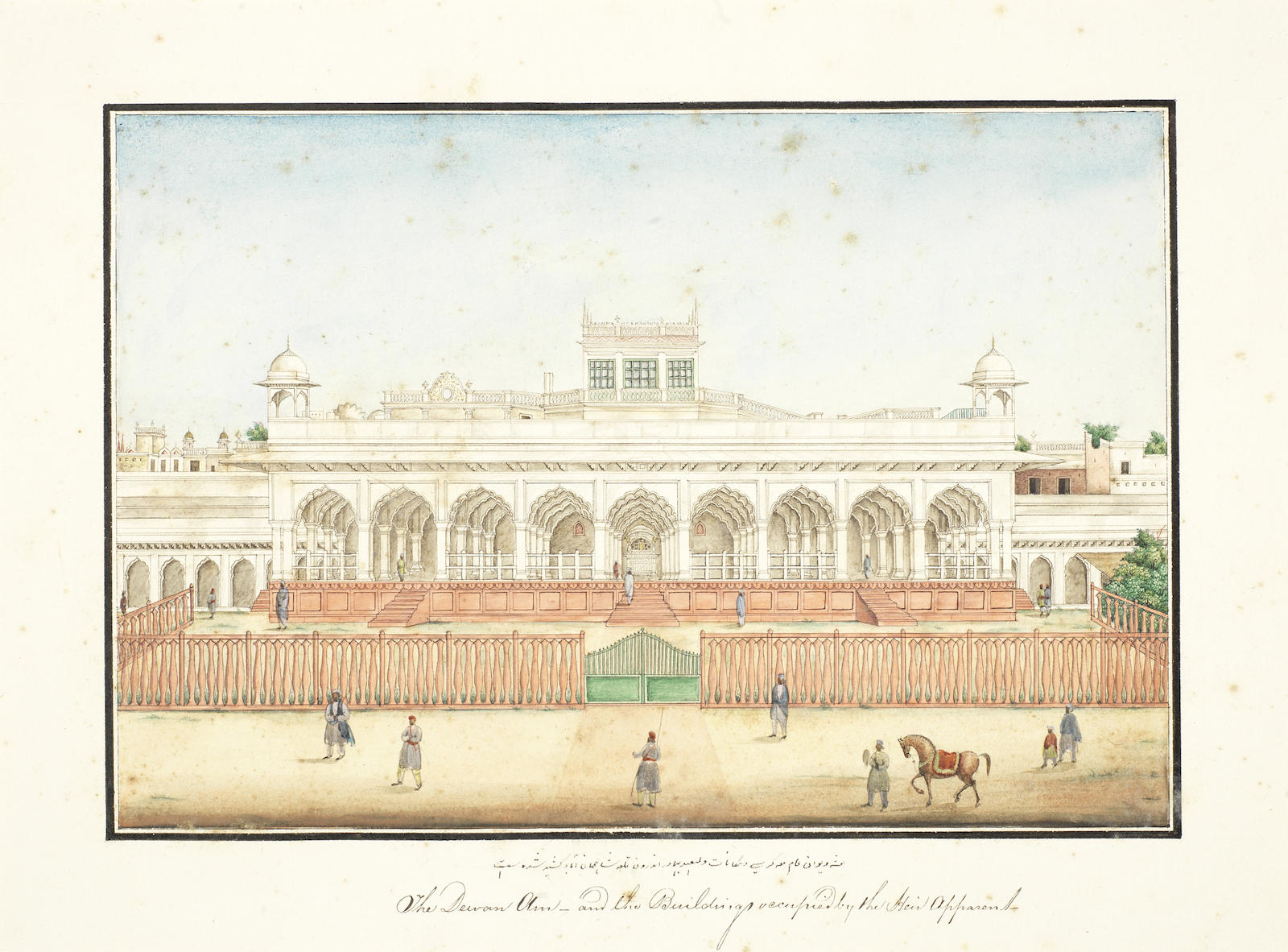
قاعة جمهور الديوان العام منتصف القرن التاسع عشر

كانت المحكمة الداخلية الرئيسية التي قادها نكار خانه 540 قدم (160 م) بعرض 420 قدم (130 م) عميقة ومحاطة بأروقة محمية. على الجانب الآخر يوجد ديوان عام، قاعة الجمهور. كان هذا مكانًا للشؤون الرسمية لعامة الناس الذين سعوا وراء الأمور القانونية مثل المسائل الضريبية والمضاعفات الوراثية والأوقاف .
تظهر أعمدة القاعة والأقواس المنقوشة حرفية راقية، وقد تم تزيين القاعة في الأصل بجص تشونام أبيض.  في الجزء الخلفي من العطلة المرتفعة، أعطى الإمبراطور جمهوره في الشرفة الرخامية (الجاروخا).
كما تم استخدام الديوان العام لوظائف الدولة. يؤدي الفناء (مردانا) خلفه إلى الشقق الإمبراطورية.

### نهر البيهشت
تتكون الشقق الإمبراطورية من صف من الأجنحة على منصة مرتفعة على طول الحافة الشرقية للحصن، وتطل على نهر يامونا. وترتبط الأجنحة بقناة تعرف باسم نهر بيهشت («تيار من الجنة»)، تمر عبر وسط كل جناح. تُسحب المياه من نهر يامونا عبر برج، برج شاه، في الركن الشمالي الشرقي من الحصن. صُمم القصر ليحاكي الجنة كما هو موصوف في القرآن. في مجرى النهر أسفل الشقق الإمبراطورية والمباني المتصلة كان هناك مساحة تُعرف باسم زر جاروخا («تحت الشبكة الشبكية»).

### ممتاز محل

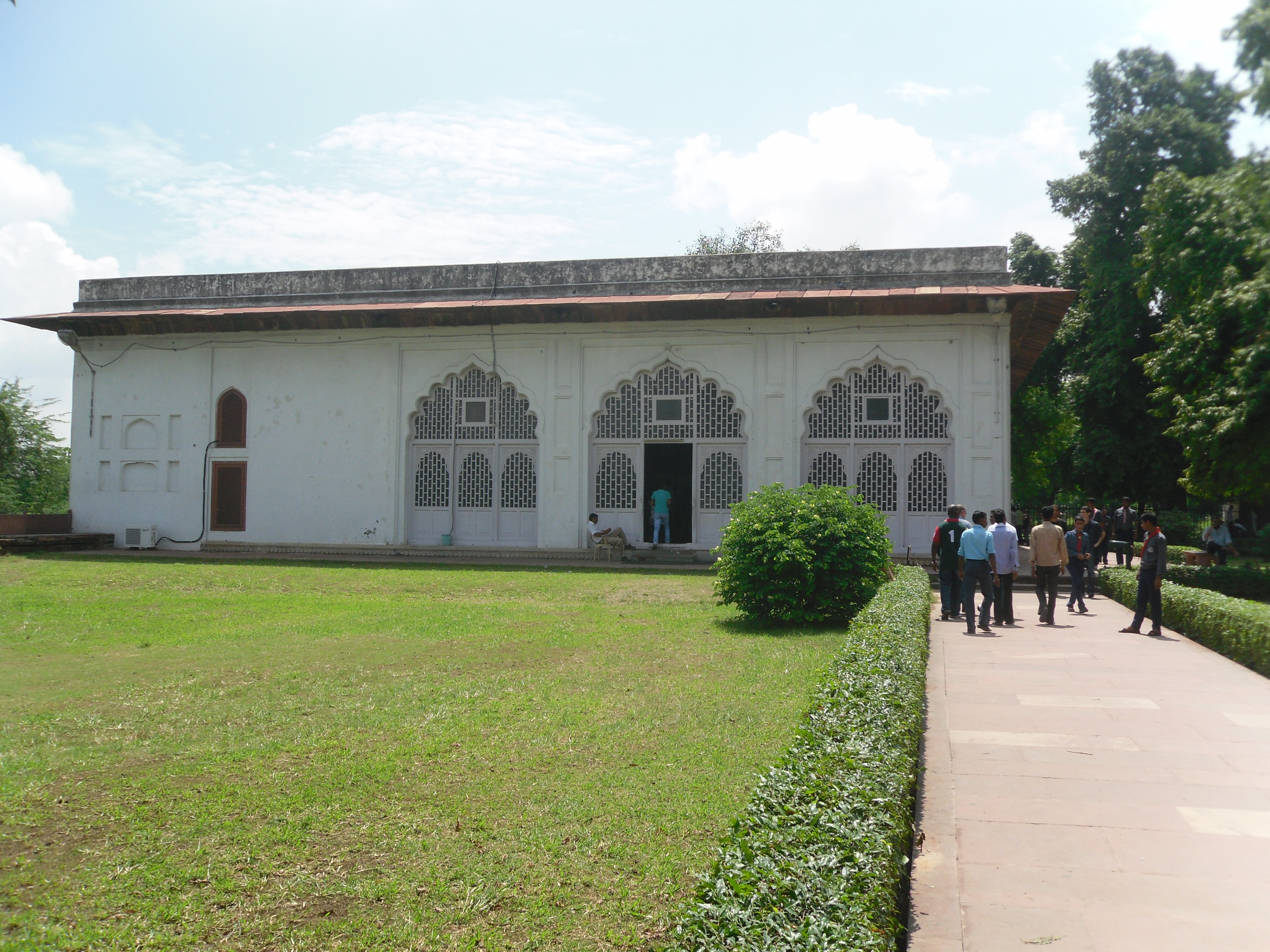
"ممتاز محل"

الجناحان الموجودان في أقصى الجنوب من القصر هما زينانا (أحياء نسائية)، ويتألفان من ممتاز محل تم بناؤه لصالح أرجوماند بنو بيجوم (ممتاز محل) زوجة الإمبراطور المغولي شاه جهان  ورانغ محل الأكبر منتجعًا للنساء الملكيات. يضم ممتاز محل متحف القلعة الحمراء الأثري.

### رانج محل
كان رانغ محل يؤوي زوجات وعشيقات الإمبراطور. ويعني اسمها «قصر الألوان»، حيث تم طلاؤها وتزيينها بألوان زاهية بفسيفساء من المرايا. يغذي نهر بيشت («نهر الجنة») حوض السباحة المركزي الرخامي.

### خاص محل
كان «خاص محل» شقة الإمبراطور. تم تبريده بواسطة نهر البيهشت . يتصل به برج المثمن، وهو برج مثمن حيث ظهر أمام الناس المنتظرين على ضفة النهر. كان هذا ما فعله معظم الملوك في ذلك الوقت.

### ديوان خاص

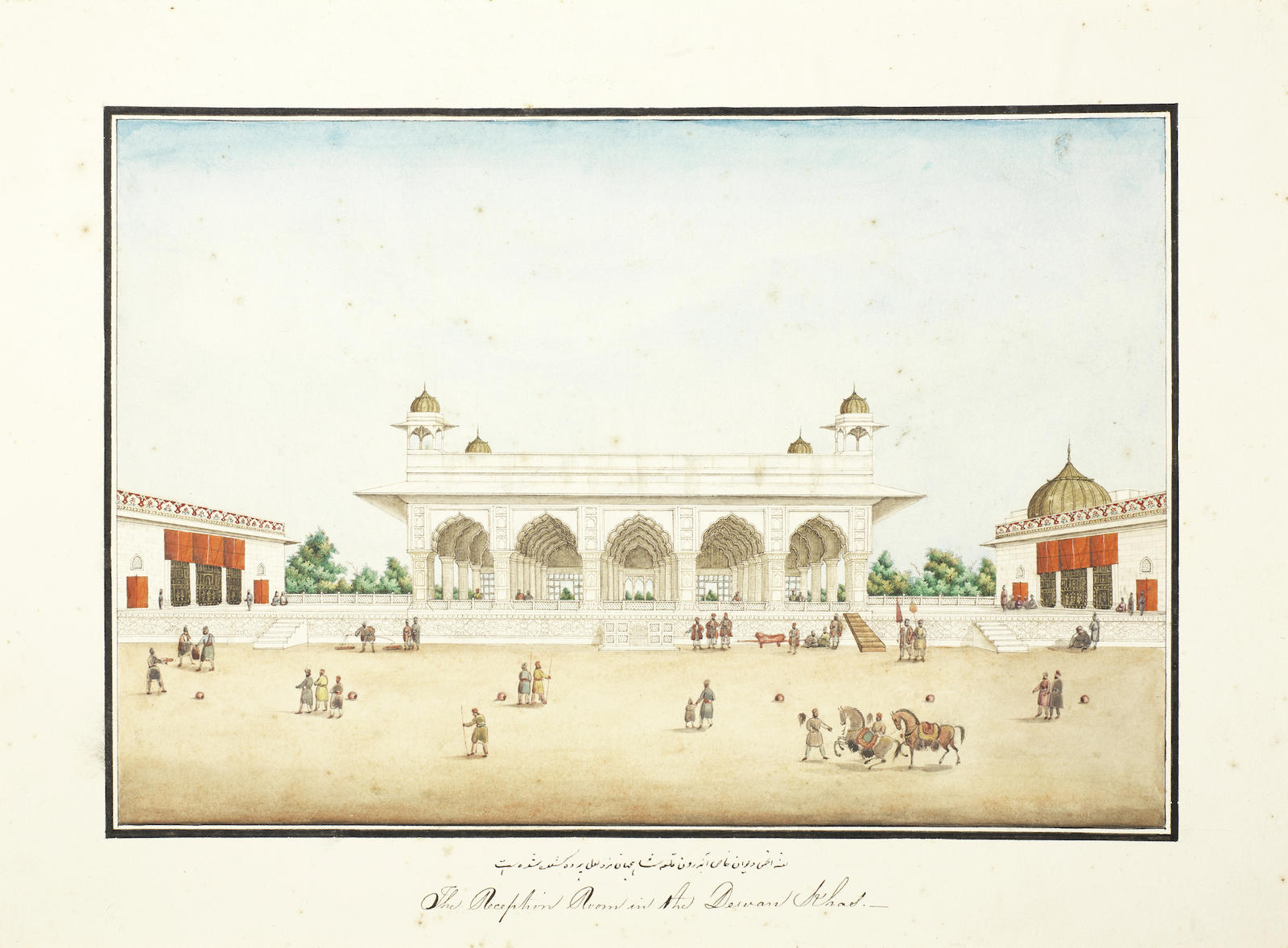
ديوان الخاص في منتصف القرن التاسع عشر

كان ديوان الخاص مبنى مخصص للشؤون الرسمية وطلبات الحداثة والعائلة المالكة. تؤدي بوابة على الجانب الشمالي من ديوان عام إلى الفناء الداخلي للقصر (جلو خانه) وديوان الخاص. وهي مشيدة من الرخام الأبيض، ومرصعة بالأحجار الكريمة. تم ترميم السقف الفضي بالخشب. وصف فرانسوا بيرنييه رؤية عرش الطاووس المرصع بالجواهر هنا خلال القرن السابع عشر. يوجد على طرفي القاعة، فوق القوسين الخارجيين، نقش للشاعر الفارسي أمير خسرو:

### همام

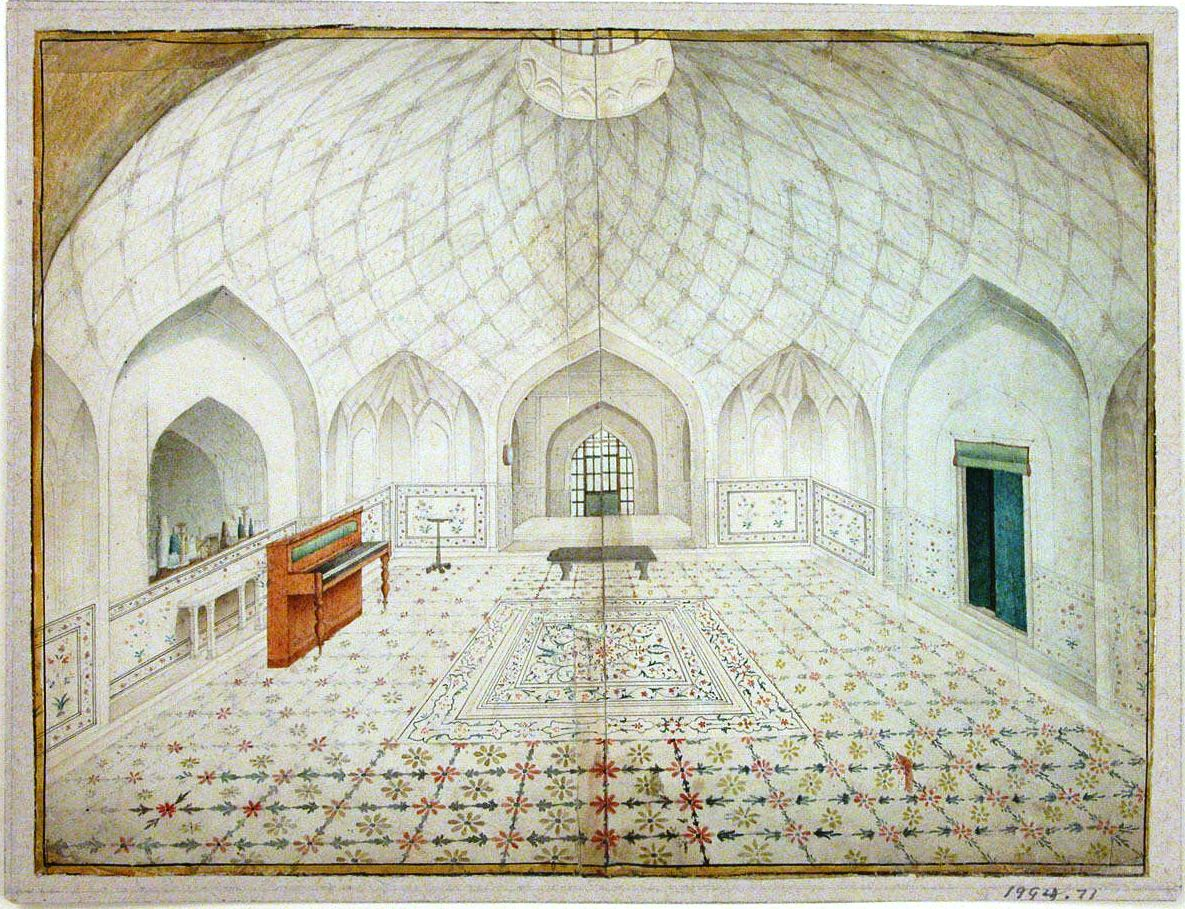
حمام القلعة الحمراء من الداخل منتصف القرن التاسع عشر

الحمام (عربي: حمّام) كان عبارة عن حمامات إمبراطورية، يتألف من ثلاث غرف مقببة ذات أرضيات رخامية بيضاء منقوشة. وتتكون من ثلاث شقق تفصلها ممرات وتتوج بقباب. الشقق مضاءة بواسطة كوة زجاجية ملونة. يُعتقد أن الغرفتين الموجودتين على جانبي المدخل الحالي قد تم استخدامها من قبل الأطفال الملكيين للاستحمام. تم استخدام الشقة الشرقية، التي تحتوي على ثلاثة أحواض نافورة، كغرفة تبديل ملابس. يوجد في وسط كل غرفة نافورة، وتحتوي إحدى الغرف على خزان رخامي مدمج في الجدار. كما تقول الأسطورة، كان ماء الورد المعطر ينساب من الصنابير. كانت الشقة الغربية تستخدم للحمامات الساخنة أو البخارية، وتم تثبيت نظام التدفئة في جدارها الغربي.

### باولي

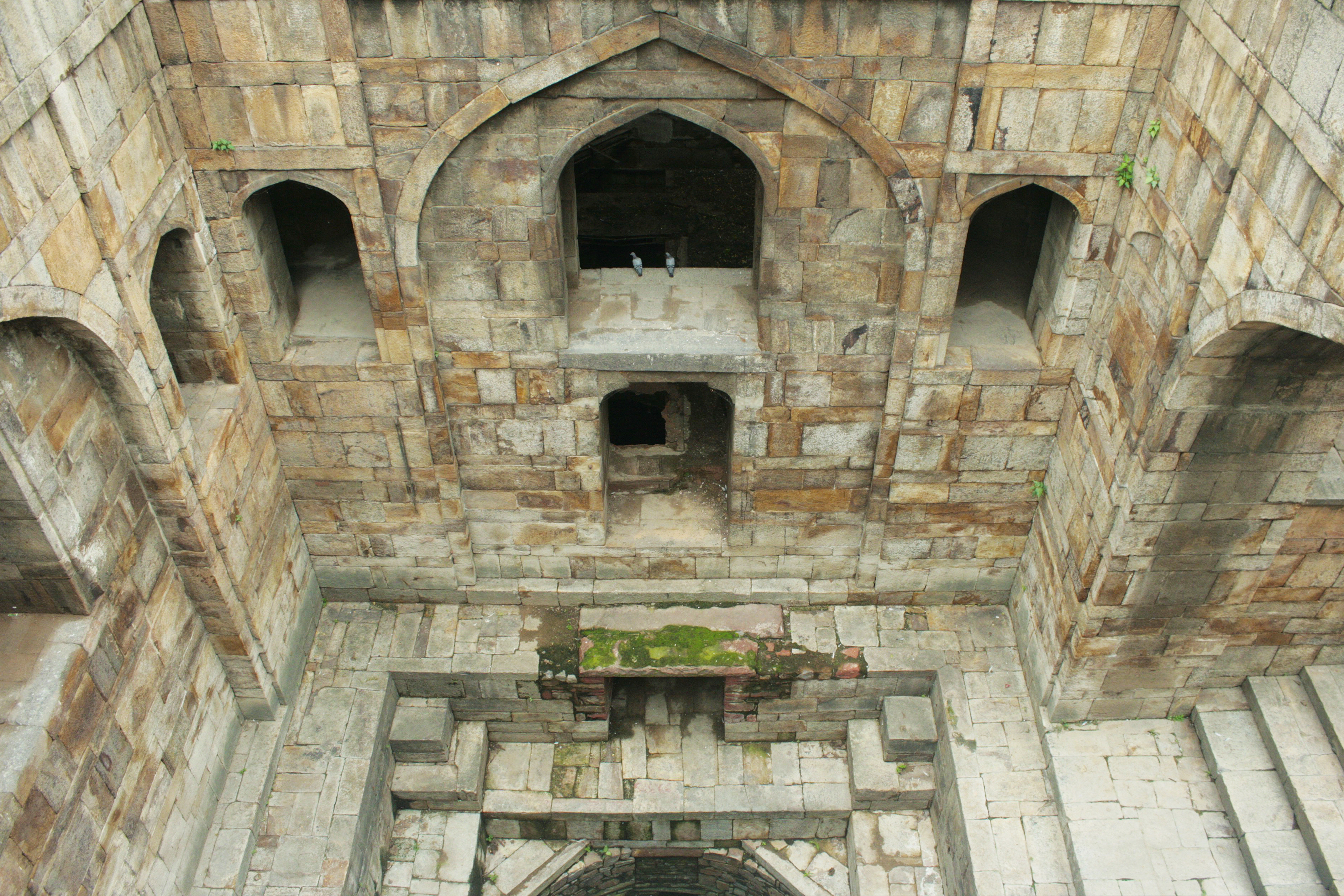
باولي

يعتبر باولي أو بئر التدرج أحد المعالم الأثرية القليلة التي لم يهدمها البريطانيون بعد التمرد الهندي عام 1857. تم تحويل الغرف داخل باولي إلى سجن. أثناء محاكمات الجيش الوطني الهندي (محاكمات القلعة الحمراء) في 1945-1946، كان يضم ضباط الجيش الوطني الهندي شاه نواز خان (عام)، والعقيد بريم كومار ساجال، والعقيد جورباكش سينغ ديلون. تم تصميم ريد فورت باولي بشكل فريد مع مجموعتين من السلالم المؤدية إلى البئر.

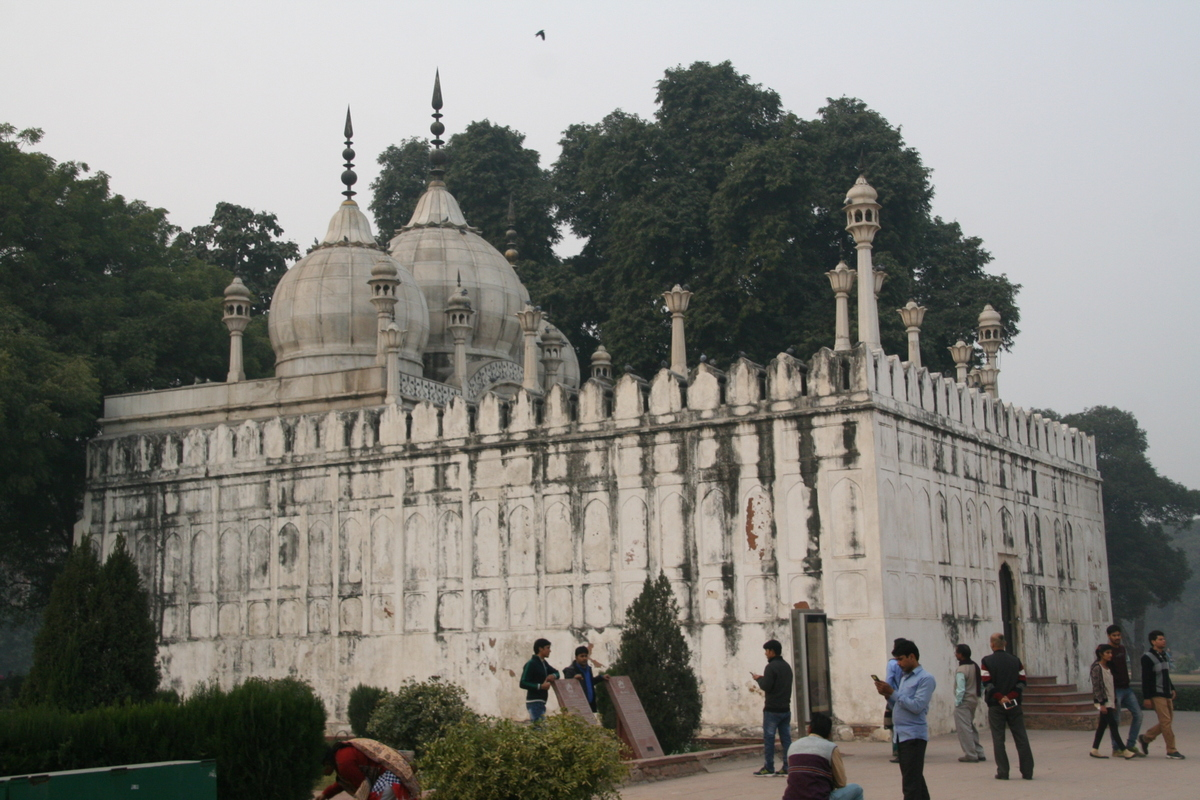
مسجد موتي في القلعة الحمراء دلهي

### مسجد موتي
يقع غرب الحمام مسجد موتي، مسجد اللؤلؤة. إضافة لاحقة، تم بناؤه عام 1659 كمسجد خاص للإمبراطور أورنجزيب. إنه مسجد صغير ذو ثلاث قباب منحوت بالرخام الأبيض، وله حاجز ثلاثي الأقواس يؤدي إلى الفناء.

### حراء محل

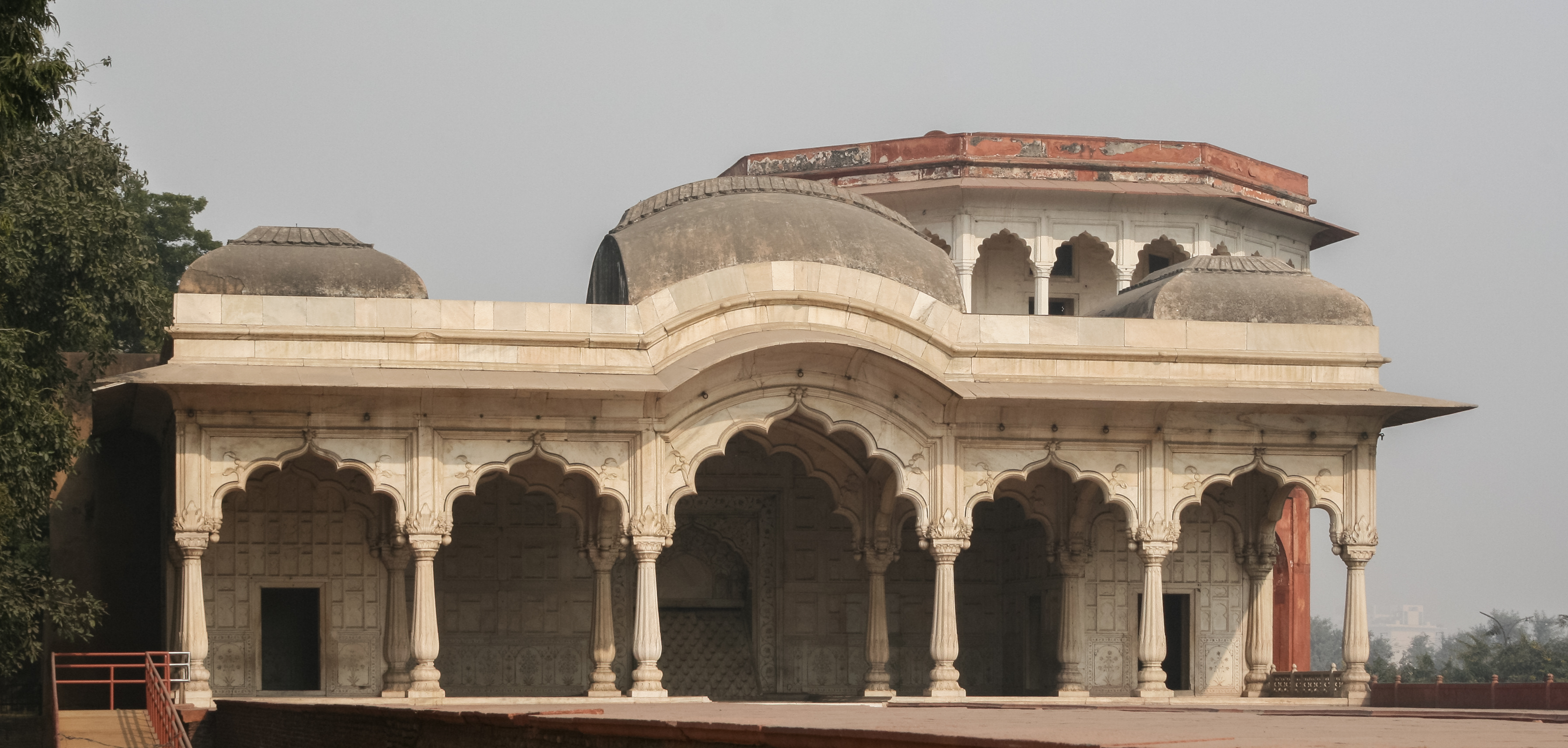
"شاه برج" وجناحها

حراء محل («القصر الماسي») عبارة عن سرادق على الحافة الجنوبية للحصن، تم بناؤه في عهد بهادور شاه. الثاني وفي نهاية حديقة حياة بكش.  تم هدم موتي محل على الحافة الشمالية، وهو مبنى مزدوج، خلال (أو بعد) تمرد 1857. كان برج شاه هو الدراسة الرئيسية للإمبراطور. اسمها يعني «برج الإمبراطور»،  وكان في الأصل عبارة عن شاتري في الأعلى. يخضع البرج لأضرار جسيمة. أمامه جناح رخامي أضافه الإمبراطور أورنجزيب.

### حياة بخش باغ

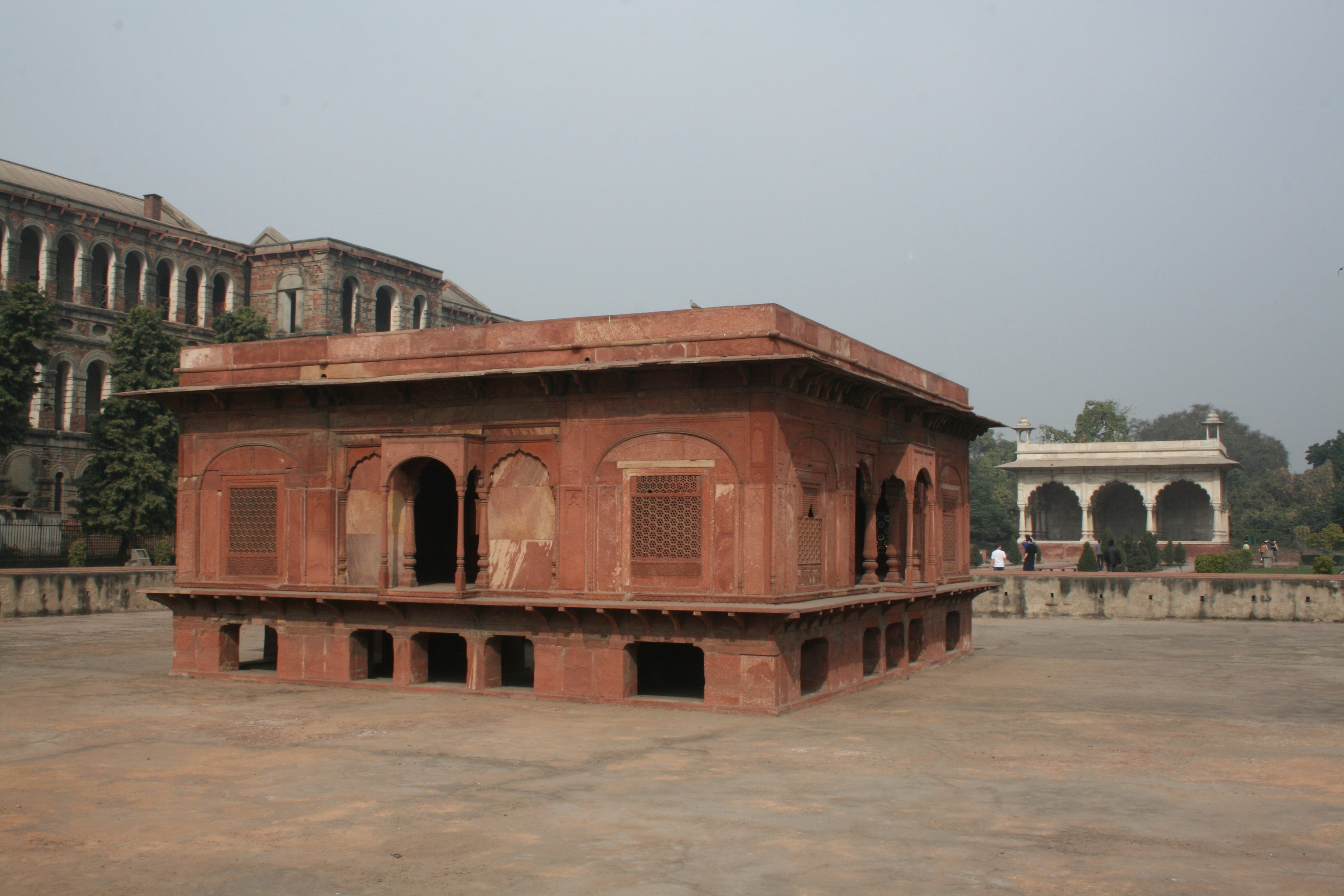
ظفر محل الأحمر والصوان الأبيض / جناح بهادون خلفه في حياة بخش باغ

تقع حياة بخش باغ (بالفارسية: حیات بخش باغ، مضاءة «حديقة الحياة») في الجزء الشمالي الشرقي من المجمع. يتميز بخزان جاف الآن، وقنوات يتدفق من خلالها نهر بيهشت. يوجد في كل طرف جناح من الرخام الأبيض، يُطلق عليه اسم سوان وبهادون، والأشهر الهندوسية، وساوان وبهادون. في وسط الخزان يوجد الحجر الرملي الأحمر ظفر محل، الذي أضيف في حوالي عام 1842 من قبل بهادور شاه ظفر، وسماه باسمه.
كانت الحدائق الصغيرة (مثل مهتاب باغ أو حديقة ضوء القمر) موجودة غربها، ولكن تم هدمها عندما تم بناء الثكنات البريطانية. هناك خطط لترميم الحدائق. بعد ذلك، يؤدي الطريق إلى الشمال إلى جسر مقنطر وقلعة ساليمجاره.

### حي الأمراء
إلى الشمال من حياة بخش باغ وشاهي برج هو ربع الأمراء الإمبراطوريين. تم استخدام هذا من قبل أفراد العائلة المالكة المغولية ودمرته القوات البريطانية إلى حد كبير بعد تمرد عام 1857. تم تحويل أحد القصور إلى بيت شاي للجنود.

## معرض

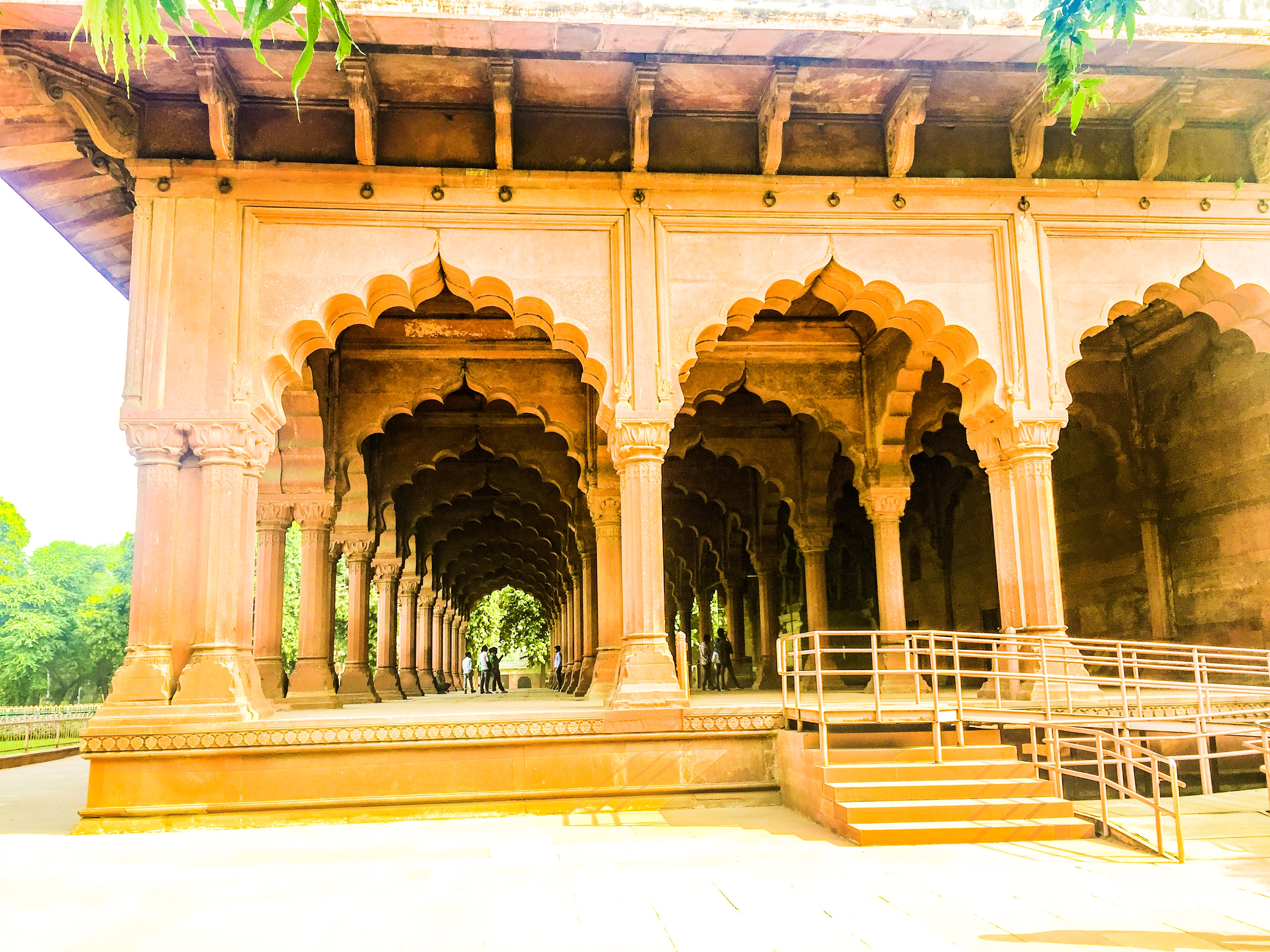
القاعة الكبيرة في مجمع الحصن الأحمر
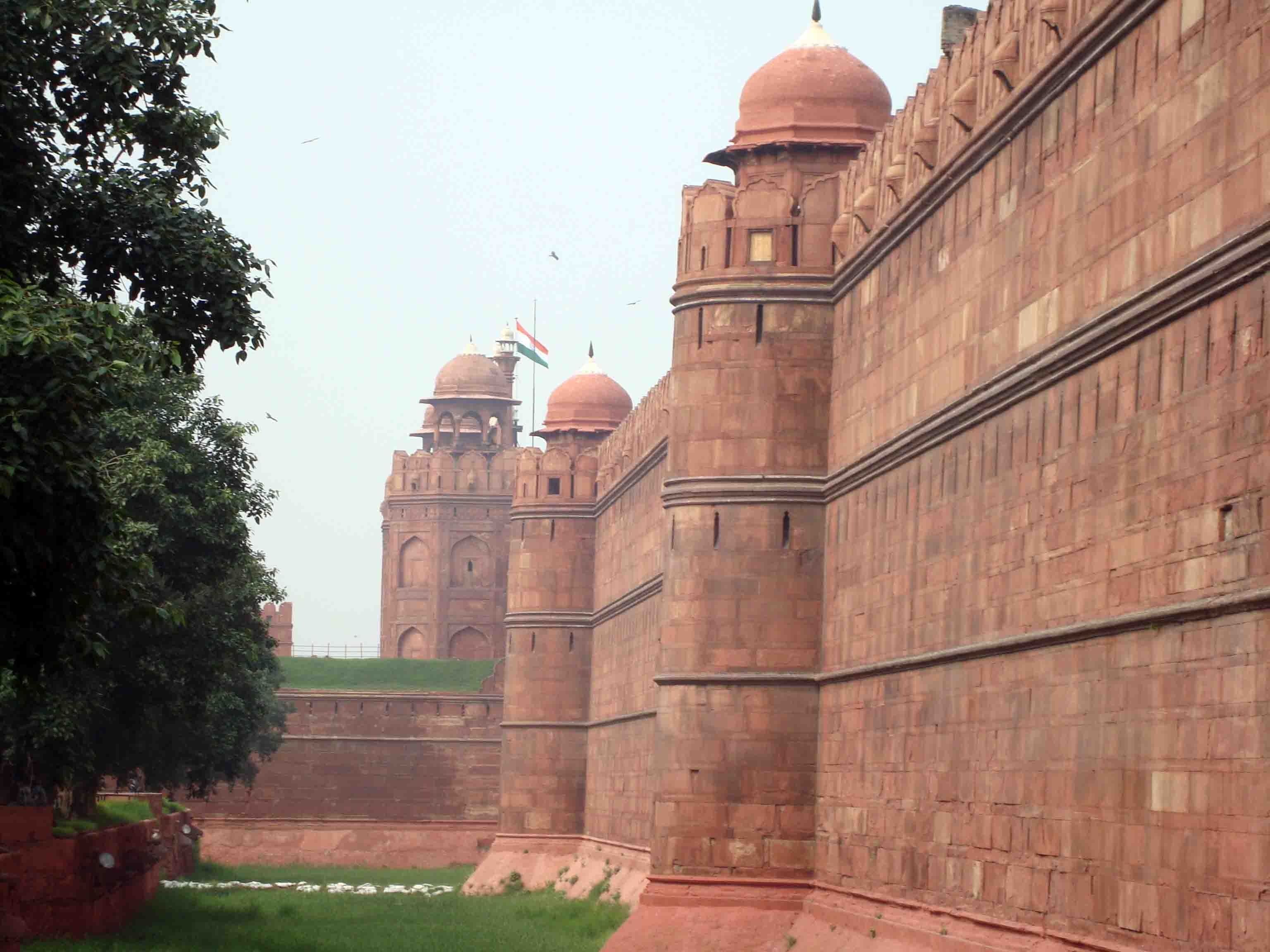
جانب من جدار الحصن
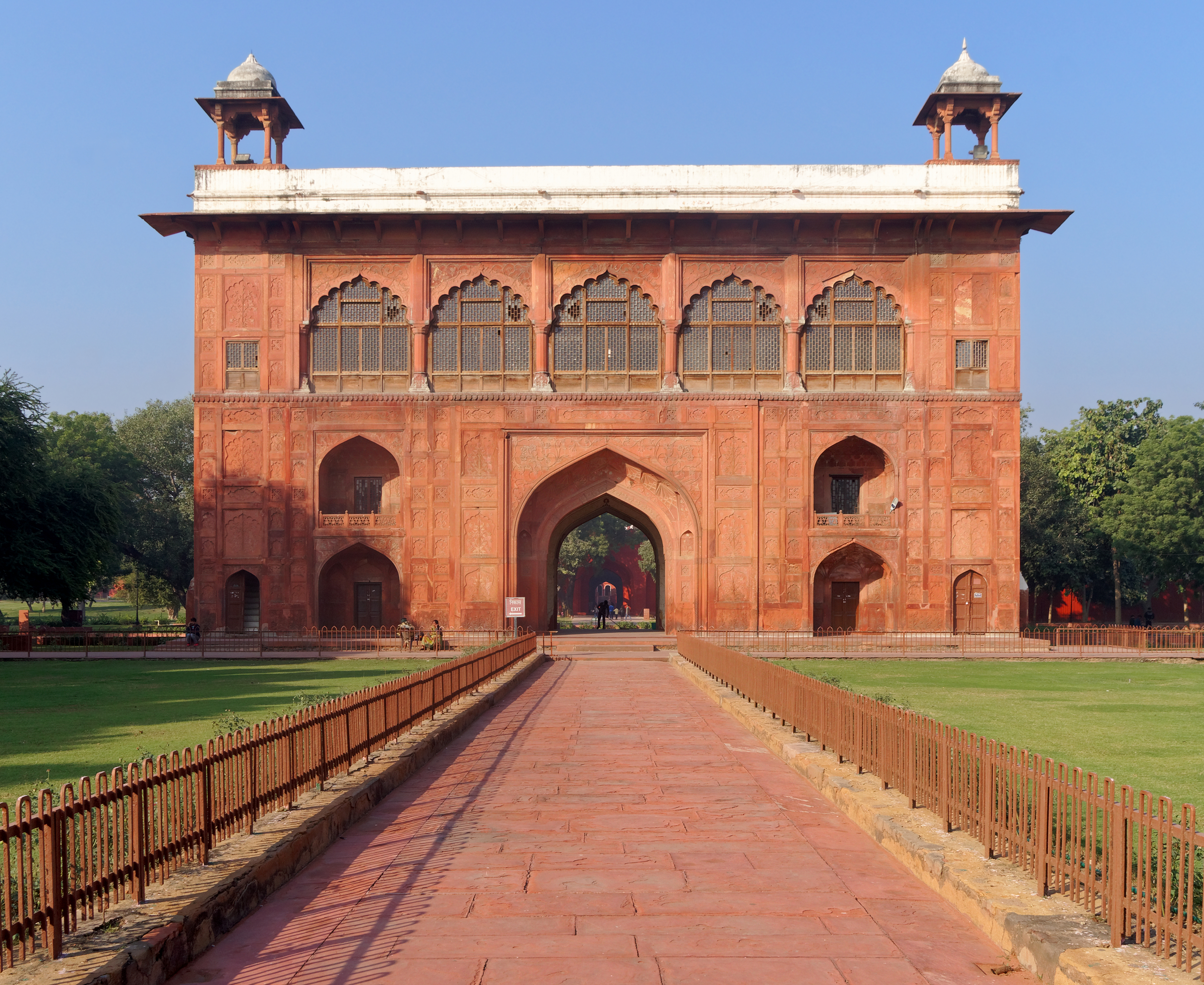
مدخل البوابة
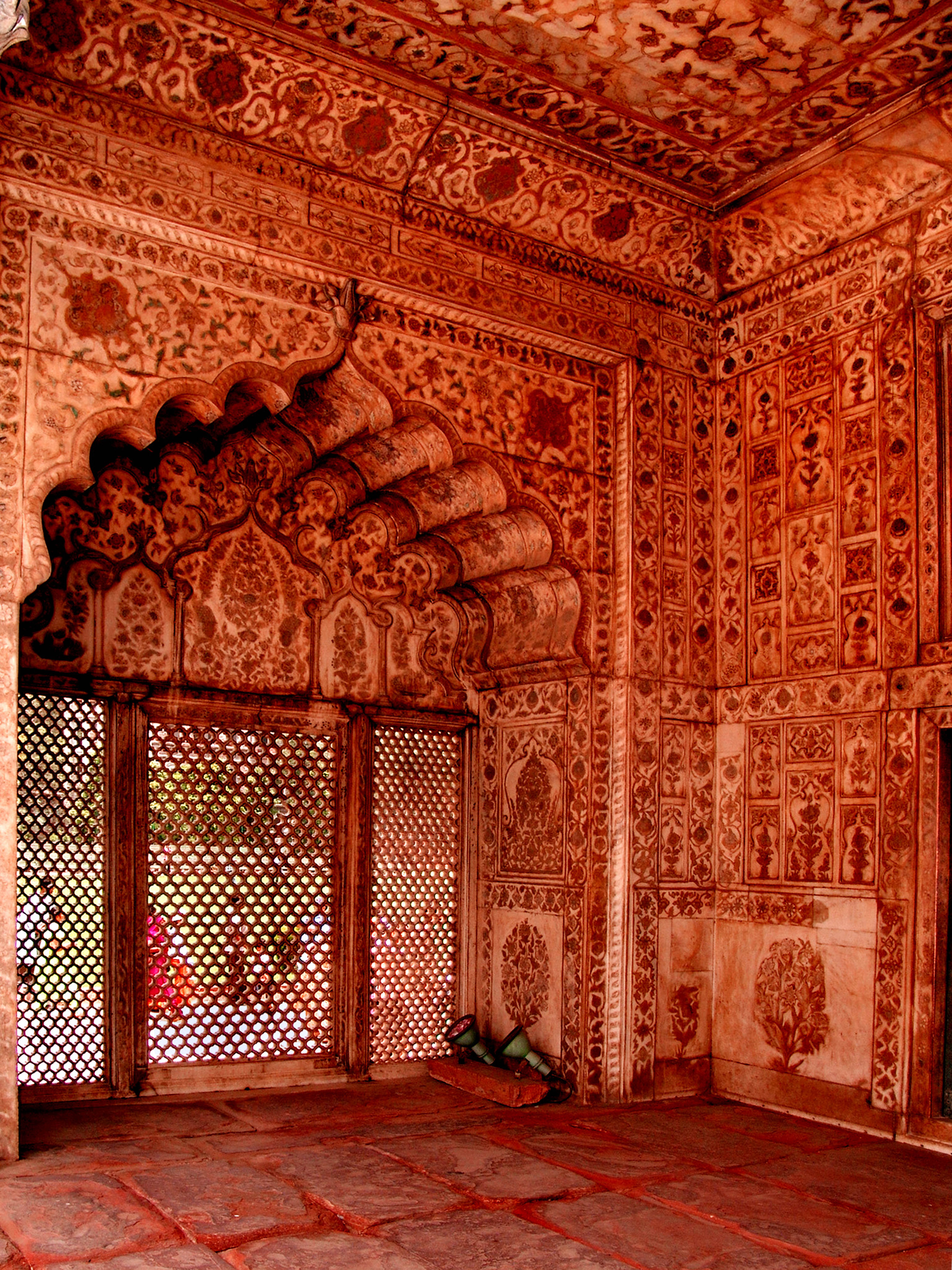
داخل الحصن

## أعلام
- ناصر الدين محمد شاه.
- أكبر شاه الثاني.
- شاه عالم الثاني.

## هوامش
- 1 الجلول: جمع الجل، وھو الورد أبیضه وأحمرہ وأصفرہ۔

## روابط خارجية
- 264863907 الحصن الأحمر على خريطة الشارع المفتوحة